# 入間同學入魔了！
《入間同學入魔了！》是由西修所創作的日本漫畫作品，於《週刊少年Champion》2017年14號開始連載。2024年1月單行本銷量累計1500萬本。
另有相同世界觀的惡魔學校的另一個故事，由津田沼篤作畫的《魔界的主角是我們！》、2大外傳在別冊少年 Champion 連載由hiro者老師作畫，西修老師監修的《入間同學入魔了！ if Episode of 魔手黨》及週刊少年 Champion 上連載《卡爾耶格外傳》。
本作入圍2019年電子漫畫大賞（電子漫畫大獎）（みんなが選ぶ!!電子コミック大賞）男性部門提名名單。

## 故事簡介
無法拒絕任何拜託的濫好人鈴木入間，是個從1歲開始就踏入社會、為了金錢東奔西走、在修羅場求生的十四歲少年，他的父母為了金錢將他賣給了惡魔！陰差陽錯之下他簽下了惡魔契約、進入了惡魔學院、成為了特待生，並且即將與學院第一的新生代表決鬥——

## 登場角色

### 主要人物
鈴木入間（／ Suzuki Iruma）
聲：村瀨步（日本）；劉如蘋（台灣）
本作主角。年齡：14→15歲，生日：10月4日。身高：158cm（加上頭上呆毛165cm）。所屬師團：魔具研究師團。使魔：那貝流斯・卡爾耶格。
位階：「阿雷夫(1)」（飛行測驗無法測定）→「貝多(2)」（處刑玉砲測驗）→「基梅爾(3)」（師團展示獲得狡猾獎）→「達雷斯(4)」（收穫祭優勝）→「黑(5)」（音樂祭優勝）→「黑.5(5.5)」（斯卡拉升級待查，梅菲斯特授予）
人類男性，從出生就是不善於拒絕別人要求的濫好人，被人拜託時無法拒絕的關鍵字為：「NO.1：拜託了、NO.2：救救我、NO.3：交給你了」。十分擅長躲避有關危險、恐怖、好痛的事情，被取名為「壓倒性的危機迴避能力」，攻擊力幾乎為0、守備力接近無限，同時也有著驚人的觀察力（瞬間認出魔偶像克蘿姆的真實身分、一眼就能認出納夫拉的真面目、在被使用了遺忘魔法也能對六指眾的希妲有熟悉的感覺）。另外有著相當驚人像無底洞般的食量，缺乏烹飪常識，由於小時候常在野外生活，為了生存，認為只要食材煮過就行其他都可忽略。不知是否因為是人類的原因，入間的血液擁有治癒惡魔、讓草木急速成長的能力(增加活性)。後在魔力潛質的調查中得知，入間擁有魔王德爾奇拉的魔力。
被一時興起的父母賣給惡魔 薩利班（沙利文），卻成為其孫子而被寵愛。被其安排進入惡魔學校學習，因人類是惡魔的食物之一，所以非常想低調過活，但是卻不斷遭遇事件逐漸變的有名，且在困境中不會因為絕望放棄進而影響周圍的好友，並且會不自覺的以言語鼓勵刺激對方的慾望，將逆境轉化為樂趣挑戰危機，克蘿姆曾評價只要對他有所期待，他就會以最好的表現來回應。
不知不覺的成為問題兒童班的中心，甚至延伸出了許多誇張的傳聞和名氣：「入學典禮詠唱禁忌咒文、召喚惡魔當使魔、在魔界綻放櫻花、金剪谷主寵物傳說、大胃王挑戰6連霸、煙火事件、開啟王之教室(Royal One)、收穫祭少王、音樂祭優勝、華爾特公園英雄、魔偶像入美、有十多位女朋友後宮(?)、首席殺手、誘墜惡魔」。曾因幫助班上同學的魔偶像「克蘿姆」，以魔偶像「入美」的身份在魔苦針巨蛋大受歡迎，後在「跨月」前被克蘿姆要求參加魔偶像武鬥大會奪冠，但因為在大會上施展御弓和惡週期的性格轉換的搖滾演奏，無意間在魔界中有了無數的粉絲，同時被許多女性魔偶像迷戀上了。被薩利班以「其孫子的身份」推薦，與其餘魔界二傑的孫子競逐「魔王候補」。
二年級得到參加斯卡拉的機會，開創學校多耳族學校，培養多耳族的特性價值建立轉屬農場使其獨立。但因做出的貢獻功蹟短期內令魔界高層不能確定是否能成為對魔界有著巨大的功績影響，因此判定需給予時間觀察。
第一回角色人氣投票第一名（646票）；第二回角色人氣投票第一名（1713票）；第三回角色人氣投票第一名（10303票）。
阿斯莫德・艾利斯（ Asmodeus Alice）
聲：木村良平（日本）；蔣鐵城（台灣）
位階：「達雷斯(4)」（飛行測驗）→「黑(5)」（心臟破裂測驗優勝）生日：6月6日。身高：178cm。所屬師團：魔具研究師團。使魔是戈爾貢蛇，名維諾（Vino）。
名門阿斯莫德家長男。具有反差萌。相貌英俊的惡魔男子，通稱「阿斯」。惡魔學校入試新生首席，入學試實技第一名的「學年首席」，因不滿上台機會與風頭被搶，向入間提出決鬥，在輸給入間後並對入間宣誓忠誠。
擅長使用火炎系魔術的惡魔，主管破壞與美德的家系，重視禮儀，一旦被侮辱後就會立刻說個不停。
在“王之教室”事件后从坐在王座上的“恶周期”入间身上看到了自己效忠于登基为魔王的入间的未来。
家庭成員包括一位過於「活潑」而時常給自己造成困擾的母親，以及兩個非常景仰自己的表妹。
家系魔術目前不知，但似乎很不喜歡使用家系魔術，（在圖表中，家系魔術值偏低）家系魔術推斷是誘惑術有關。
姓氏源自所羅門七十二柱魔神中排第32位魔神阿斯摩太。
第一回角色人氣投票第四名（301票）；第二回角色人氣投票第二名（1152票）；第三回角色人氣投票第二名（5426票）。
瓦拉克・庫菈菈（ Valac Clara）
聲：朝井彩加（日本）；傅其慧（台灣）
位階：「基梅爾(3)」（飛行測驗）→「達雷斯(4)」（音樂祭優勝）生日：5月5號。身高：153cm。所屬師團：魔具研究師團。使魔是法爾法爾，名老大（行動都無法理解的魔獸），能馴服主人。
瓦拉克家長女。個性好動的惡魔女子，被其他惡魔通稱「珍獸」。雙腳的拖鞋右腳是可納、左腳是馬福，其實是活的。惡魔女子密會成員之一。
在選修魅惑課上，性感度只有2%，比嬰兒還低。
将入间视为不需要食物与饮料交换也能成为好朋友的重要同伴，喜欢入间，在恶魔女子密会上曾表示与入间结婚也很乐意。
家系魔術：『傳喚』，可以從特別的口袋拿出所看到過的東西。魔術「庫菈菈的玩具箱」，這是將「傳喚」與幻術結合的招式，藉由將對方拉進玩偶服內，進入因歡樂而會被誘惑的空間，將對手變為孩童，在盡情玩樂的同時、不僅消耗體力、同時也奪取魔力的招式。
姓氏源自所羅門七十二柱魔神中排第62位魔神華劣克。
第一回角色人氣投票第三名（408票）；第二回角色人氣投票第四名（742票）；第三回角色人氣投票第四名（3090票）。
阿薩謝爾・艾梅莉（ Azazel Ameri，另譯：阿薩茲勒·艾梅莉）
聲：早見沙織（日本）；曾允凡（台灣）
位階：「法伏(6)」。身高：190cm。
名門阿薩謝爾家長女，惡魔學校學生會長也是上屆首席，初登場時為2年級學生，現已升至3年級。高貴而美麗的一頭紅髮的惡魔女子，具有極度少女的一面，缺乏烹飪常識被嚴禁使用家中廚房。惡魔女子密會成員之一。
在家族代代相傳的秘藏珍寶，記載著人間界種種事項的禁書，然而禁書實際上是人間的少女漫畫，雖然看不懂文字，但對於畫面有著相當的想像，以為這就是人類魅惑的方法。因此得知入間讀懂禁書的字時，強烈要求入間擔任說書人，隨著時間過去，幾乎確定入間是人類這件事，但是很想知道漫畫內容敘述，所以並沒有告訴任何人，且也有著喜歡上入間的原因。在“少女会长事件”后将与入间交往作为其“新的野心”。
成績、交涉手段、工作效率萬能，入學後除音樂祭輸給了羅諾威以外，其他方面皆為無可挑剔的第一，一年內以強大的手腕整合許多問題惡魔，拿下學生會長的強大女惡魔，對自己的野心一心一意，雖然本人外表看起來像孤獨高傲的酷感女孩，但其實內心相當的少女心（反差萌）。
對於入間的事情常常誤會的過份解讀(2人一起看煙火，2人一起去遊樂園，誤會入間花心)，但有時會因為和入間身高年齡差距感到自卑，會希望能和入間更加親近，夢想和自己喜歡的人跳舞等等。在大貴族會中順利和入間一起共舞，也發現入間對自己有好感的同時感到內心愉悅。
在「跨月」被父親要求參加惡斗露武鬥大會的警備，後因為德比斯隊成員欠缺，被克蘿姆要求參加惡斗露武鬥大會，因為自身總是以全力以赴的心態，在惡斗露武鬥大會大放光彩。
新學年對於新生首席生枝瑪有著強烈的想讓其加入學生會的慾望，除了對方自身優秀以外，更多是因為對方和入間的大膽追求(入間本身尚未察覺)而感到威脅。
家系魔術：『幻想王』，最強的鼓舞魔術，是究極的自我暗示術，因此是一旦懼怕對手就一定會輸的雙刃劍。
姓氏源自墮落的看守天使之首阿撒茲勒。
第一回角色人氣投票第二名（575票）；第二回角色人氣投票第第六名（587票）；第三回角色人氣投票第三名（4181票）。
那貝流斯・卡爾耶格（ Naberus Calego，另譯：納貝流士・卡魯耶格）
聲：小野大輔（日本）；陳彥鈞（台灣）
位階：「科特(8)」。身高：182cm。
惡魔學校監督官，問題兒童班的班導，通稱「使魔老師、耶奇老師、暗黑大帝」。為入間的使魔，在使魔狀態時會變成一隻可愛毛茸茸的Q版小鳥，即使外觀如此，也能把強力魔獸的戈爾貢蛇和水馬打倒。上有個哥哥納貝流士・納爾尼亞，興趣是收集仙人掌。最討厭吵鬧（常常把肅靜掛在嘴邊）、沒有節制、自我中心的對象，同時認為入間跟薩利班皆有著如此令他討厭的個性。天生帶有刻耳柏洛斯的能力並將牠取名為克爾貝利昂，必須從小對其教養，否則會成為不受主人控制的恐怖凶獸，更因此沒有使魔可以締結契約，因為全部都會被克爾貝利昂嚇跑，同時也因為這項能力在惡魔學校都負責使魔召喚儀式，以防止初期召喚的使魔失控前可進行震懾。
因為開會前被入間召喚引發的事件而缺席，因此被強迫成為問題兒童班的班導，甚至時常被上級(薩利班)強制要求許多不合理的工作(學生家庭訪問、私人保鏢、教師宿舍的學生參訪)，所以對於違規的事件都會被嚴肅的牽拖修理，但只要是有關於學生指導或是對於學生成長的委託都會謹慎認真嚴肅的對待(使魔課程指導、問題兒童班的特別講師篩選、音樂祭的樂器指導等等)。
問題兒童班升級測驗過後，因歐佩拉的強制性申請而替問題兒童班打從心底同情(問題兒童班實際課指導)。
「惡魔教師心得」的作者，主張不容私心影響授課，結果反而被羅賓老師以此理由讓他跟入間一起上課，也導致羅賓老師與他之間的鴻溝加深。與希奇洛是同學關係，從以前笑的時候就會用全身憋著。因歐佩拉是學生時代的前輩，當時歐佩拉用各種方式使喚卡爾耶格，例如幫忙跑腿買東西、提行李，且自身不擅長應付歐佩拉，所以相當畏懼，卡爾耶格外傳提到入學一個月就已經八次被高年班騷擾，一次還將十三個高年級學長打至進醫院，卡爾耶格向希奇洛提到是一個和他和似的人挑起事端，那正就是歐佩拉。(和似???)
在德比奇林後得知其哥哥納魯尼亞為巴比魯斯的敵人(將阿特利送入巴比魯斯)，同時也經由詢問巴拉姆確認了入間為人類(默認)。
姓氏源自所羅門七十二柱魔神中排第24位魔神納貝流士。
第一回角色人氣投票第五名（267票，包含艾基醬18票）；第二回角色人氣投票第五名（641票，包含艾基醬）；第三回角色人氣投票第六名（1988票）。
薩利班（ Sullivan，另譯：沙利文）
聲：黑田崇矢（日本）；吳文民（台灣）
位階：「泰特(9)」
十三冠之魔界三傑的一柱，同時也是惡魔學校「巴比魯斯」理事長。
向入間父母收養入間當孫子，很寵愛入間。由於一輩子都沒有孫子，因而對作為自己第一個孫子的入間十分疼愛，甚至到了嬌縱的地步。過去曾服侍過魔王德爾奇拉(迪爾奇拉)，被其他兩位三傑認為 薩利班 比較適合當魔王，但是還想見證入間的成長，所以不打算當魔王。
阿特利表示是他是被德爾奇拉詛咒絕對無法成為魔王之才的惡魔時，因而發怒，卻被波羅醬打斷。
第一回角色人氣投票第十名（85票）；第二回角色人氣投票第十四名（111票）；第三回角色人氣投票第八名（1381票）。
歐佩菈（ Opera）
聲：齋賀光希
守護和支持主人一切的侍奉惡魔「SD（Security Devil）」
薩利班的執事兼親信，幾乎面無表情、有著貓耳和貓尾的惡魔。性別不明。
根據入間的觀察，高興的時候貓耳會立起來
無法理解薩利班為何收養人類成為自己的孫子，但其實也很寵入間，會陪入間一起玩遊戲，幫助入間特訓。在與入間相處久之後，也理解入間有著能讓薩利班選擇的魅力，知道艾梅莉喜歡入間。
是卡爾耶格的學校前輩，學生時期常常使喚著卡爾耶格，使卡爾耶格對歐佩菈有陰影，卡爾耶格外傳提到在學生時代未有學生會維持秩序經常和不良學生打鬥維持秩序，但事後對方十居其九認錯人而去找卡爾耶格尋仇。
問題兒童班升級測驗過後，因為惡魔學校內部的失職事件，強迫性的要求卡爾耶格許可，兼職擔任實際課特別教員。教學方式非常恐怖，但都能讓學生瞬間切入重點，短時間內得到強大的成果。
第一回角色人氣投票第八名（129票）；第二回角色人氣投票第三名（786票）；第三回角色人氣投票第五名（2455票）。
斯伯諾克・薩布羅（ Subknock Saburo，另譯：薩伯諾克·薩布洛）
聲：佐藤拓也（日本）；張騰（台灣）
位階：「貝特(2)」（飛行測驗）→「吉莫(3)」（收穫祭第4名）→「達雷特(4)」（音樂祭優勝）
名門斯伯諾克家次男，雷皇巴力的侄子。身形巨大的惡魔男子，第一人稱「余（己）」、第二人稱「主」。因不爽位階比他高的人，所以挑釁教師而進到問題兒童班。目標是成為魔王，所以對於學習、彈鋼琴等等和魔王相稱的嗜好都有優秀的成績，但卻被自己父親直言不可能做到而憤怒，也因此常常賴在王的教室過夜不回家，起初瞧不起入間，直到位階測試被入間所救後，認清自己後並將入間當成勁敵，也漸漸的懂得做事之前不會一頭熱血的橫衝直撞，而是冷靜的判斷思考最佳辦法。使魔是水馬，名王馬。
家系魔術：『武器創造』，能創造出與咬住之物質相同材質的武器。
姓氏源自所羅門七十二柱魔神中排第43位魔神斯伯納克。
第一回角色人氣投票第十一名；第二回角色人氣投票第十五名（109票）。
克羅凱爾・凱蘿莉（ Crokel Keroli，另譯：凱洛莉）
聲：東山奈央
位階：「貝特(2)」（飛行測驗）→「吉莫(3)」（收穫祭優秀表現）→「達雷特(4)」（音樂祭優勝）
名門克羅凱爾家長女。帶眼鏡的惡魔女子，有著如冰一般的面孔。在選修魅惑科上，即使戴上遮蔽眼鏡性感測量也有51%。另一身份是惡斗露「克蘿姆」（Kuromu），目標在校期間不被發現惡斗露身份，以位階5完成學業後超越母親。使魔是暴雪狼和雪王狐狸，在收穫祭的傑出表現，被冠上了女王的稱號而頭痛不已。惡魔女子密會成員之一。
對於自己身為惡斗露不斷被入間搶佔學校報紙頭版一事非常在意，但同時因覺得「惡周期」時的入間「十分可靠」而對其抱有好感。
因為在家中一直都不突出，且因為家系的能力和本性，沒有任何的情感宛如冰一般，後和自己奶奶偷偷觀看惡斗露時認知了自己的欲望，喜歡惡斗露的同時也成為當中的一份子，本人也超迷惡斗露，迷戀程度不輸一流粉絲。
收獲祭前的特訓開啟了自身身為女王的特質，在收獲祭大放光彩，並得到許多魔獸的臣服以及眾多學生迷戀，但在事後感到相當的羞恥。
在音樂祭中擔任自己班級的負責人，同時以自己在惡斗露中累積的人脈和資源，盛大的幫助問題兒童班爭取優勝。
除了相關人士和教師以外，唯一知道惡斗露身份有入間，利德和艾梅莉。
家系魔術：『冰面』，作為可以調節水的溫度，特別擅長於冷卻的名聲遠播的家係。
姓氏源自所羅門七十二柱魔神中排第49位魔神克羅賽爾。
第一回角色人氣投票第六名（158票）；第二回角色人氣投票第十一名（132票）；第三回角色人氣投票第十二名（624票）。
阿里先生／阿里克雷多（另譯：艾利克雷特）
聲：三木真一郎
入間擁有的惡食的戒指中出現的不明存在，通稱「阿里先生」。惡食的戒指是可幫持有者積蓄魔力的魔具，儲存魔力太少會無差別吃掉別人的魔力，但只要有足夠魔力就是無害的，只要戴上就取不下來。
平時也幫助入間應付一些緊急狀況，教導魔法的應用，也會在入間煩惱時和入間交流找出方向。因為認定自己是未知物體，所以不會在其他人面前現出真面目，目前只有入間知道身分。
曾因為入間的願望讓入間的性格大幅度轉變，令周圍的惡魔一致認為是惡週期發作的影響，這時的入間雖然跟平常一樣不會拒絕別人，但會變得相當強勢，眼神犀利、語氣粗曠、一舉一動的氣場更會影響周圍的惡魔使其心動(不分性別)。
會根據持有者的位階提升而新增、強化功能，因為位階提升至2貝特而有意識，提升至3吉莫甚至會說話，也進而指導入間如何使用戒指裡的魔力，提升至4達雷特莫名的陷入沉睡狀態，直到提升至5黑甦醒並能變成等身大，也能離開戒指，但只能離開一段距離，超過會被強制返回入間身邊，而且是以物理形式。
第二回角色人氣投票第十九名。

### 惡魔學校「巴比路斯」

#### 問題兒童班
班導為那貝流斯・卡爾耶格，由惡魔學校全體教師在正式開學後，選出的十三位各式各樣在開學前就引發了各種問題需要隔離的學生（暴力事件、破壞校舍、偷竊、騷擾、入危險地帶、帶走違禁藥品等等），甚至有教師認為若非班導是卡爾耶格的話，早就引發學級崩壞了。一年內在入間為首的帶領下引發了許多創舉，如今全員獲得許可使用學校珍貴遺產王的教室，班內全員皆為一年內升級位階至4達雷特以上的惡魔，還被一些學生稱之為巴比路斯的十三冠。
安德洛・Ｍ・賈斯（ Andro M Jazz，賈茲、賈基）
聲：柿原徹也
位階：「吉莫(3)」（飛行測驗）→「達雷特(4)」（音樂祭優勝）
安德魯家次男。生性略為輕浮的惡魔男子，因開學常偷竊學生和教師的財物而進到問題兒童班。出身於對偷竊感到興奮的家族，其家訓『卑劣的方為美麗』。討厭家中的哥哥，因為東西常常被搶走。使魔是裂狼，名斯普，但因為使魔太過可愛而煩惱，甚至會因為自己的使魔被發現而做出賄賂的意外行為。
家系魔術：『盜視』，雙眼能看穿對方所藏有的物件並展示出盜取的最短路線。十指皆配戴戒指，要是手指做出有無謂的動作嚓喀響起便是三流。其家族傳統技巧別稱『耍蛇使的盜族』。
姓氏可能源自所羅門七十二柱魔神中排第72位魔神安杜馬利烏士。
第一回角色人氣投票第十五名；第二回角色人氣投票第十名（168票）；第三回角色人氣投票第十名（1272票）。
沙克斯・利德（ Shax Lied，另譯：利特）
聲：山谷祥生
位階：「阿雷夫(1)」（飛行測驗）→「貝特(2)」（末日考得到平均分以上）→「達雷特(4)」（收穫祭優勝）
夏克斯家長男。個子小的惡魔男子，平常看上去像漂浮在空中，其實是用尾巴支撐身體移動，為掩飾自己個子小。非常喜愛賭博，曾因和六名學生一起賭博但玩過頭導致那六名學生送醫治療而進到問題兒童班。使魔是睿猿。
以前只喜歡單獨行動，不會糾結，但在問題兒童班漸漸變得開朗起來，暗戀大姊，曾為跟大姊搭話而召開男生會議。
收獲祭和入間一組成功奪得優勝，和入間一起被稱之為少王，音樂祭後被凱蘿莉要求化身成惡斗露參加惡斗露武鬥大會，起初完全不明白，凱蘿莉並不想詳細解釋和入間直接變身成為克蘿姆和入美並給大量簽名板和簽名相片利誘，還說可以見到搖滾惡斗露嘉莉，隨即答應，化身成惡斗露琳蒂，但在尾巴拔河比賽輸給嘉莉，但本人非常滿足。惡斗露武鬥大會後，多了一些惡斗露的粉絲，但大多數都是男性。
家系魔術：『感覺強盜』，能把對手五感暫時奪去、奪取的部位會變成黑色。通常情況下只會奪取對方一種感覺，如同時奪取兩種以上感覺則十分消耗魔力。
姓氏源自所羅門七十二柱魔神中排第44位魔神沙克斯。
第一回角色人氣投票第十二名；第二回角色人氣投票第七名（334票）；第三回角色人氣投票第九名（1325票）。
伊克斯・艾麗莎貝塔（ Iks Elisabetta）
聲：本渡楓
位階：「阿雷夫(1)」（飛行測驗）→「貝特(2)」（收穫祭優秀表現）→「達雷特(4)」（音樂祭優勝-主演）
伊克斯家長女，通稱「大姊」。個子高的巨乳惡魔女子，因自身追求自由的戀愛，因此將所有男性一視同仁的視為戀愛對象。在選修魅惑科，性感測量89%。使魔是花蝴蝶(四隻)，已知其中三隻名芙蘿拉、璐亞茲、莉莉安。惡魔女子密會成員之一。
對「愛」有著近乎極端的執著，認定為了愛可以舍棄一切。
家系魔術：『好感度』，無論何人都會對她充滿好感度從而做出有利於她的行動，但其也坦承这一能力的限制之一是无法对她心仪的男性使用。
因理論體系災難性的糟糕而被分入問題兒童班。
第二回角色人氣投票第十七名；第三回角色人氣投票第十三名（591票）。
凱伊姆・卡姆依（ Kaim Kamui）
聲：梶原岳人
位階：「阿雷夫(1)」（飛行測驗）→「貝特(2)」（末日考得到平均分以上）→「吉莫(3)」（收穫祭優秀表現）→「達雷特(4)」（音樂祭優勝）
卡伊穆家長男，貓頭鷹外貌的惡魔男子，是個變態而華麗的紳士「工口巨匠」，曾經潛入女生限定的誘惑課和意圖組建女體觀賞師團，因對女學生及女性教職員進行性騷擾而進問題兒童班，但相當忠實自己想要受女生歡迎的野心，但因想法太過直接所以常常被認為是性騷擾。是克蘿姆的粉絲之一。
遠古時期家族曾對魔王掀起反旗而被討伐，此後對魔王立下誓言效忠，改變自身成為向魔界和魔王貫徹忠義的紳士。
家系魔術：『翻譯』，能夠翻譯各種各樣的生物的語言並對話。
姓氏源自所羅門七十二柱魔神中排第53位魔神蓋因(カイム)。
第三回角色人氣投票第十六名（157票）。
阿格雷斯・皮克羅（ Agareth Piquero，另譯：皮奎羅）
聲：吉永拓斗
位階：「阿雷夫(1)」（飛行測驗）→「吉莫(3)」（收穫祭優秀表現）→「達雷特(4)」（音樂祭優勝）
阿加雷斯家長男。一直帶著眼罩的惡魔男子，總是趴在一朵有意識的小雲上睡覺，真面目為閃亮亮的正太模樣。因為一直睡覺，所以常常忽略去學校這件事，但每天概布都會挖起床拉去上學。在收穫祭因為自己的家系能力間接的幫助大半學生，進而和許多女性惡魔認識了，更是在音樂祭的優秀表現，被大多女性惡魔環繞而困擾。
擁有強大的家系魔術特質，但幾乎只會以自身能夠舒服睡覺的慾望而使用。
家系魔術：『睡床』，可以操縱各種地面的狀態，借此蓋出想要的形狀。
姓氏源自所羅門七十二柱魔神的第2位的魔神阿加雷斯。
第三回角色人氣投票第十五名（371票）。
蓋普・五右衛門（ Garp Goemon）
聲：大河元氣
位階：「阿雷夫(1)」（飛行測驗）→「貝特(2)」（末日考得到平均分以上）→「吉莫(3)」（收穫祭優秀表現）→「達雷特(4)」（音樂祭優勝）
概布家長男。頭部像稻草般的惡魔男子，是一名劍客，有在话尾加「是也」的口癖，佩刀只有刀柄、刀鍔、無刀身。處刑玉砲練習時，曾使出「奧技・口鬼誅殺」把球砍成兩半。家中經營「概布道場」。性格很愛多管閒事，對有難的人放不了手，對阿加雷斯擅自認定為朋友，每天不厭其煩的叫起床拉去上學。在收穫祭因為主動幫助大半學生，進而和許多女性惡魔認識了。
遠古時期家族祖先曾被魔神哈珀納斯賜予風的力量。
家庭戒律：不可素顏示人。
家系魔術：『風太刀』，能把收集到的風化為刀刃，透明的刀身變幻無常。
姓氏源自所羅門七十二柱魔神中排第33位的魔神概布。
安洛先・修奈達（ Arokel Schneider，另譯：修奈德）
聲：土岐隼一
位階：「阿雷夫(1)」（飛行測驗）→「吉莫(3)」（末日考學年第一）→「達雷特(4)」（音樂祭優勝）
安洛瑟家長男。有著獅子頭外貌的惡魔男子，理論學成績學年第一「百識之王」，入學試實技第一名，其學識甚至不輸老師。對獲取知識有異乎尋常的執著，以至於不惜潛入機密場所盜閱禁書和盜取禁藥，因此被分到問題兒童班。使魔是賢隼。
在末日第一天受佛爾卡斯老師相邀前往學會研討，後結識了佛爾卡斯的女兒並一同邀約參加薩巴特，結果被女生迷戀上而困擾。
姓氏源自所羅門七十二柱魔神中排第52位的魔神安洛先。
普爾森・索伊（ Pluson Soy）
位階：「貝特(2)」（飛行測驗）→「達雷特(4)」（音樂祭優勝-主奏）
普爾森家次男。有著妹妹頭髮型的惡魔男子。在音樂祭篇章首次開口，個性認生但是個話嘮。其父親的因為魔術而完全無法被看到，有個哥哥但也因為魔術能力太強，無法被掌握而被認定為失蹤。想要個有金色翅膀的女友。
家訓是『不顯眼、行動飄忽』，在被卡爾耶格點名後才被同學們識別到，對於突然被同學注意到會不知所措，但一開口話特別多且個性十分八卦，爆了很多同學的料（但主張不會侵犯女性的隱私），被母親教導，如果有想說的話就用樂器來來代替，會在放學後為了發泄情緒到學校天臺吹小號（因為不知本體，所以又被其他師生稱謂『妖精的小號』），最初以違反家訓為由拒絕參加音樂祭，在被入間發現會演奏小號並且「任性要求」之下，以『只以聲音的形式』和『不公開演奏者』兩個條件同意參加。
因入間影響下並在音樂祭獲得優勝之後，跟父親宣言不論音樂或是家族首領之位二者都不會放棄，以問題兒童班的身份拒絕了家族發布的從學校退學的命令，並開始融入問題兒童班的活動。
家系魔術：『阻礙辨識』，消除自身的存在，以「絕對不顯眼」作為信條的惡魔。
姓氏源自所羅門七十二柱魔神中排第20位魔神普爾森。
第二回角色人氣投票第十三名（115票）。

#### 師團
如同人界的學校社團，其本質為組織，讓惡魔們互相吸引，發展成就，選擇生存方式。

##### 學生會
學生會成員大多是原本有點問題的學生，而被艾梅莉以有趣為理由拉他們進來。
撒共・喬尼・威斯坦（ Joni）
聲：江口拓也
學生會成員。帶著眼鏡、留著三七分頭的惡魔男子，通稱「喬尼」，明明是同齡卻被奇修稱「學長」，只是比奇修早進學生會而已。進學生會前似乎是不良，被入間問到為何加入學生會，原因緘默但硬要有理由的話就是因為會長。當艾梅莉推薦入間的時候，他的想法是「好羨慕，去死吧！」。
姓氏源自所羅門七十二柱魔神中排第61位的魔神撒共。
錫蒙利・奇修萊特
聲：八代拓
學生會成員。臉上有雀斑的惡魔男子，通稱「奇修」。進學生會前似乎避不出門的人，被入間問為何加入學生會，原因緘默但硬要有理由的話就是因為會長。
姓氏源自所羅門七十二柱魔神中排第66位的魔神錫蒙力。
古辛・薩尼・格雷夫
聲：石井馬克
學生會成員。臉頰兩側各有兩道爪痕的惡魔男子。
姓氏源自所羅門七十二柱魔神中排第11位的魔神古辛。
亞斯塔路・史莫克
聲：山本希望
學生會成員。留至眼睛長的瀏海的惡魔女子，不過也有畫出沒遮住，但是沒有眉毛與眼睛，所以臉孔是未知的。知道艾梅莉喜歡入間。
姓氏源自所羅門七十二柱魔神中排第29位的魔神亞斯她錄。
羅諾威・羅米耶爾（ Lonowe Lomiere）
聲：鈴木達央
位階：「黑(5)」
名門羅諾威家長男，惡魔學校2年級學生，前風紀師團團長→學生會成員。平時是個很自戀的惡魔男子，被男人碰到就會全身發抖，而且一被說教就會沮喪。一出場必定有一堆玫瑰出沒與兩名團員跟班。
前一屆音樂祭優勝班。
家系魔術：『注目』，無論何時、無論什麼情況下都能奪走眾人目光。
姓氏源自所羅門七十二柱魔神中排第27位魔神羅諾比。
安普西・納夫拉
聲：金澤舞
位階：「吉莫(3)」
學生會成員，女性，惡魔學校同年級學生。被稱為最不能靠近的一年級生，別名「無口納夫拉」。身穿可以自由調控身高的黑色斗篷，有著臭味且據說靠近他的人都會莫名其妙暈倒。在收穫祭被入間解救後一直跟在他身旁幫忙，做為學生會成員，負責潛入收穫祭會場，看守讓傳說之葉盛開必要條件之一的道具，「虹如露」，在第209話露出真面目，隨會長邀請成為惡魔女子密會的新成員，對入間抱有好感。後以真面目示人但被入間一眼認出而再度以斗篷隱藏面容，但會注意自身打扮。
桀派・傑傑

拜恩・伽桑
被以為是低調惡魔的納夫拉招攬。

##### 魔具研究師團
巴力也是前任師團長。
艾米・奇里歐
聲：逢坂良太、山本亞衣〈幼年〉
位階：「貝特(2)」
名門亞米家長子，惡魔學校3年級學生，魔具研究師團團長。會因為興奮過度而吐血，魔力較少。理想是製作出讓沒有魔力的惡魔也能變活躍的器具。
家系魔術：『斷絕』，透明的防護壁。但很多時候，奇里歐儘管使用能力還是會因事物的後座力和驚嚇導致吐血。
以前因自身魔力較少被母親送進培育年幼惡魔的糾正教育小學，雖然常被同學欺負，不善於跟人相處，但有一名女學生還是會陪著他。某次與女學生一同被欺負時，欺負的孩子將他的朋友的重要寶物丟出，本來用他的魔力有保住卻一鬆懈而掉落。因年幼那事他一直忘不朋友那絕望的表情，心想著還想再看一次。察覺自己看到周圍的人失望的表情時，胸口就會揪緊而興奮的一蹋糊塗，之後把角折斷送給她。之所以個性扭曲，是因為「返祖現象」而使得個性接近古時候的惡魔。
在“焰火”事件中试图利用入间改造魔具毁灭整个校园，事败被捕，后越狱。因偶然机会得知入间的人类身份并想要吃掉入间。
姓氏源自所羅門七十二柱魔神中排第58位魔神亞米。
第一回角色人氣投票第七名（136票）；第二回角色人氣投票第八名（272票）。
艾利葛斯・席涅爾（埃力格・西奈爾）
聲：利根健太朗
惡魔學校2年級學生，隸屬魔具研究師團。自稱會長親衛隊隊長，為想看艾梅莉稀有端莊的姿態，利用從魔術開發師團及遊戲師團借的器具單獨製作香水讓艾梅莉變成一名膽小的純潔少女，之後被艾利斯及克拉拉抓到。目前受艾梅莉的指使被學生會成員鍛鍊學生會工作五十倍套餐，因學生會業務太重，但離開視線又很危險，所以艾梅莉將他安插在沒有高年級的魔具研究師團。末日考後因為使用作弊藥水被抓而補習，在末日期間將魔具研究師團室改造的慘不忍睹，同時也幫魔具研究師團收集到了許多稀奇古怪的道具。但自身對於魔具的研究相當精深，對此工藝家系的耶馬史相當尊敬席涅爾學長。
姓氏源自所羅門七十二柱魔神中排第15位的魔神埃力格。
斯伯諾克・希爾薇亞

克羅凱爾・枝瑪

瑪爾巴斯・F・耶馬史

##### 廣播師團
獲得最佳評價的第一名師團。
巴迪恩・巴羅奇
聲：八代拓
位階：「吉莫(3)」→「黑(5)」（師團展示獲得特獎）
廣播師團團長。向入間等人給了克蘿姆演唱會的門票。
姓氏源自所羅門七十二柱魔神中排第18位的魔神巴欽。
華盧布
聲：石谷春貴
廣播師團團員，講解收穫祭的強敵一年級。

##### 魔植物師團
索拉斯・博博
惡魔學校2年級學生，魔植物師團團員。在收穫祭中被修奈德及賈茲所欺騙而被騙走了分數。
姓氏源自所羅門七十二柱魔神中排第19位的魔神塞列歐斯。

##### 風紀師團
自稱學生會的競爭對手，進行著與學生會相似的活動，是個愛出風頭的集團。
在卡爾耶格外傳中，並未維持學校治安以及販售不良藥品，而被卡爾耶格等人肅清（該師團長於幕後並未逮到）。
羅諾威・羅米耶爾
前風紀師團團長，後被艾梅莉邀請到學生會。

##### 美術師團
拜恩・瑪妮
位階：「貝特(2)」→「吉莫(3)」（師團展示）
惡魔學校2年級女學生。為學生會成員拜恩・伽桑的姐姐，個子矮小而無法做大型作品及搬運器材，擅長畫傳單及海報。自稱美術師團的角落組。性格非常消極，在強烈的陽光下就會融化。
畢穆・R・朱達因
位階：「吉莫(3)」→「達雷特(4)」（師團展示）
惡魔學校5年級女學生。幾乎不動的謎之毛團，被瑪妮認為同樣是角落組，愛吃蛋糕。雖然5年級基本上不怎麼到學校，但是她總是待在美術師團，有時躺在架上或地上什麼都不做。
過去畫出了被魔界最可怕的畫作，低頭的帕羅梅。也是魔界中相當栩栩如生的作品，但看過的惡魔無一例外的會出現如同詛咒的症狀。
對自己的畫作認為是想要畫出活著的線，但因為太過生動，對大部分惡魔會有強烈的精神破壞，從小就被家人要求禁止將作品展現給別人，畫完後的作品必須馬上銷毀。
斯伯諾克・希爾薇亞

#### 入間的同年級學生
艾可
聲：淺見春那
A班學生。在入學典禮中差點被決鬥誤傷的惡魔女孩，在被入間救援後雖然想道謝，但因為艾利斯很可怕而未能如願。在四格漫畫為主要角色，數次想跟入間或艾梅莉搭話，但每次都失敗。
第一回角色人氣投票第十三名。
嘎子
聲：森永千才
A班學生。龍外貌的女性惡魔，艾可的好友。
春乃
聲：三谷綾子
B班學生。與利德等人聯誼的女性惡魔，有點喜歡入間，覺得他很可愛。
小夏
聲：舞原由佳
B班學生。與利德等人聯誼的女性惡魔，喜歡感覺很強的薩布洛。
亞月
聲：山本希望
B班學生。與利德等人聯誼的女性惡魔，喜歡賈茲那危險的感覺。
德莎（度珊子）
聲：井澤詩織
B班學生。與利德等人聯誼的女性惡魔，個性瀟灑，長相獨特。覺得使用能力的利特很不錯，一直黏著利特，甚還在玩遊戲中親了利特的臉頰。
歐羅巴斯・柯克
聲：安元洋貴
位階：「吉莫(3)」（收穫祭第3名）
A班學生。長髮眼鏡男，下身為雙腳的馬腳以及馬尾。收穫祭優勝候補。最多「第二」的一年級生。入學試裡實技和筆試都是第二名，之後各式各樣的測驗都包染第二名，甚至傳言他其實能拿第一，但特地拿第二，充滿未知數的強者。被傳聞是信奉「2番信仰」的惡魔。心中燃有對於問題兒童班的爭鬥心。實則真心想拿第一，但是因為其能力不足才老是拿第二，甚至讓自身有許多謠言，想在收穫祭堂堂正正地拿到第一，但是因為奧喬的煽動，導致自己使用許多卑鄙手段。利用其能力在收穫祭之中狩獵問題兒童班的學生。
家系魔術：『幻燈』，會把對手絕對不想見到的心裡陰影以幻燈呈現。
姓氏源自所羅門七十二柱魔神中排第55位的魔神歐若博司。
多洛多洛兄弟
位階：「阿雷夫(1)」（逃學）→「吉莫(3)」（收穫祭第5名）
惡魔學校同年級學生，又稱『多洛多洛兄弟』，因一直在北方戰場而曠課太多而被留級，收穫祭中最無法無天的一年級生。兩人身穿軍服，褲子左右寫著「氵」「尼」。燃起對於問題兒童班的爭鬥心，兩人對上希奇洛的學生是為了爭奪師傅，實際上兄弟倆的師父是佛爾佛爾軍曹，以為他被派去教導問題兒童班位階較高的武鬥派，而兩方人也沒說清楚師父是誰，就這麼繼續誤會下去。
家系魔術：『逆鱗』。為煽動孔雀家，主食「理性」，強制性的讓對手情緒激動，有著能奪取理智的叫聲。
姓氏源自所羅門七十二柱魔神中排第65位的魔神安德雷斐斯。多洛為日文泥濘之意。
安德雷雯斯・一洛
聲：熊谷健太郎
哥哥・一洛的頭上有著三根孔雀羽毛的長髮惡魔。
安德雷雯斯・二洛
聲：野上翔
弟弟・二洛則是面帶微笑的短髮惡魔。
阿迦魯斯
惡魔學校同年級學生。只出現於使魔召喚的學生名單。成績B+。未確定是否與『阿加雷斯』為同一人。
維涅
惡魔學校同年級學生。只出現於使魔召喚的學生名單。成績A。
因波斯
惡魔學校同年級學生。只於位階表出現，位階2「貝特(Beit)」。
姓氏源自所羅門七十二柱魔神中排第22位的魔神因波斯。
瓦普拉
惡魔學校同年級學生。只於位階表出現，位階2「貝特(Beit)」。
姓氏源自所羅門七十二柱魔神中排第60位的魔神瓦布拉。
基姆・西巴利歐
惡魔學校同年級學生。位階：2「貝特(Beit)」
托契爾・霍林
惡魔學校同年級學生。位階：2「貝特(Beit)」
約翰・瓦魯諾
惡魔學校同年級學生。位階：2「貝特(Beit)」

#### 入間的低年級學生
瑛太
艾可的弟弟，在新生入學典禮前被人潮帶往王的教室，見識到問題兒童班惡魔的強大震撼了自己而感到不安，而後跟一位二年級學長談心重新振作，卻不知這位學長正是問題兒童班的入間，在得知真實身份後，和姐姐艾可炫耀。
斯伯諾克・希爾薇亞
聲：淺見春那
位階：「貝特(2)」（飛行測驗）→「吉莫(3)」（師團展示）
薩伯諾克家長女，薩布洛的妹妹，在薩布洛的回憶（幻想）中是個病弱的妹妹，實際上元氣滿滿十分活潑。使魔是裂口獅。原本是跟著長男一同去師團展示，但是長男沒兩秒就走丟了。後考入惡魔學校就讀，成為入間的學妹。在飛行測驗奪得前26名的資格，和入間等人一同參加問題兒童班升級測驗的聯合活動，與阿斯莫德・艾利斯一組，對抗教職員的強襲。測驗期間為了幫杰杰發揮實力而聲援，被誤會是喜歡杰杰在告白。本人相當擅長畫畫。也因此唯一一魔擁有兩組師團的學生。
家系魔術：『武器創造』，能創造出與咬住之物質相同材質的武器。
克羅凱爾・枝瑪
位階：「吉莫(3)」（飛行測驗）
凱洛莉的小妹，家系能力相當優秀，凱洛莉認為是完美無缺的天才惡魔，情緒激動時可影響四周環境，雖天資聰穎但相當羨慕姐姐在惡斗露舞台耀眼的姿態。平時在人前幾乎如冰一般冷漠，但對於入間的事情表現得積極害羞。
為了幫姐姐加油在惡斗露武鬥大會正式登場，在關鍵比賽中因想幫姐姐加油吶喊引起意外，導致德比斯隊陷入絕境，但在入間的幫助下解開心結。期間對入間漸漸的抱有好感，之後更因為入間誇讚自己像薄冰一樣的水藍色眼睛而對入間心動，在惡斗露武鬥大會結束後直視自己的欲望。改變自身形象，以新生首席考入惡魔學校，成為入間的學妹，更是在上台致詞結束後對會長艾梅莉宣言不會輸給她，並毫不掩飾的暴露自己對入間的野心，甚至常常找理由拉近關係，對於跟入間關係很好的惡魔會產生相當大的情緒波動(不分男女)。在飛行測驗奪得前26名的資格，和入間等人一同參加問題兒童班升級測驗的聯合活動，與入間一組，對抗教職員的強襲，因為入間和希妲老師二人的對戰發生的意外，認為希妲老師是情敵之一而相當忌妒。
家系魔術：『冰面』，作為可以調節水的溫度，特別擅長於冷卻的名聲遠播的家係。
桀派・傑傑
位階：「貝特(2)」（飛行測驗）→「吉莫(3)」（心臟破裂測驗優勝）
入學測驗次席，魔谷大戰的三大英雄家系之一，以長相帥氣、全知全能聞名，次世代年輕惡魔的高人氣現役魔特兒。使魔是閃光孔雀。在飛行測驗奪得前26名的資格，和入間等人一同參加問題兒童班升級測驗的聯合活動，與阿斯莫德・艾利斯一組，對抗教職員的強襲。測驗期間為了發揮實力要求女生為他聲援傳達愛意，但常因為不是真心喜歡的實話而反噬受傷，被會長艾梅莉認為是羅諾威的翻版。
家系魔術：『愛食』，能根據愛量增幅魔力，甚至能提高自身能使用高位魔術，並運用這份力量來受人矚目。
姓氏源自所羅門七十二柱魔神中排第16位的魔神桀派。
斯托洛・芙瓦特蘿
位階：「貝特(2)」（飛行測驗）
擅長使用植物系魔術的惡魔，性格開朗，對於任何事情都會頑強的要求自己像植物一樣努力做好，但對於散發黑暗氣場的惡魔卻會感到害怕。為史特萊斯家分家，其家訓『憑著像魔植物般的頑強』。在飛行測驗奪得前26名的資格，和入間等人一同參加問題兒童班升級測驗的聯合活動，與瓦拉克・庫菈菈一組，對抗教職員的強襲。
家系魔術：『花吹』，能讓花朵盛開在任何地方。
姓氏源自所羅門七十二柱魔神中排第36位的魔神斯托剌。
瑪爾巴斯・F・耶馬史
渾身散發陰沉氣息，擅長使用工藝家系的惡魔，但關鍵時刻卻會冷靜的配合團體，瑪爾巴斯・瑪奇教師的姪子。在飛行測驗奪得前26名的資格，和入間等人一同參加問題兒童班升級測驗的聯合活動，與瓦拉克・庫菈菈一組，對抗教職員的強襲。後被庫菈菈和斯托洛叫做好惡魔。
家系魔術：『完美掌握』，能夠掌握各種物質的構造。
姓氏源自所羅門七十二柱魔神中排第5位的魔神瑪巴斯。
拜恩・伽桑
新入生的資優惡魔之一，個性容易驚慌失措，因為入間的名氣感到非常害怕，懷疑會因此誘墜至入間的後宮，甚至誤會了某些教師（希妲）也是入間的後宮之一，四格漫畫得知受艾可和瑛太委託在測驗時偷拍入間的英姿。在飛行測驗奪得前26名的資格，和入間等人一同參加問題兒童班升級測驗的聯合活動，與入間一組，對抗教職員的強襲。
家系魔術：『毒牙』，能通過背後長出的牙角分泌出各式各樣的毒素。
姓氏源自所羅門七十二柱魔神的第45位的魔神拜恩。
希爾・希帕特
新入生的資優惡魔之一，在飛行測驗奪得前26名的資格，和入間等人一同參加問題兒童班升級測驗的聯合活動，與普爾森・索伊一組，對抗教職員的強襲。
家系魔術：『伸縮』，在魔力維持的前提下，可以使身體的一部份伸長。
姓氏源自所羅門七十二柱魔神中排第70位的魔神系爾。
尼可斯・尼克馬爾
新入生的資優惡魔之一，在飛行測驗奪得前26名的資格，和入間等人一同參加問題兒童班升級測驗的聯合活動，與普爾森・索伊一組，對抗教職員的強襲。
家系魔術：『詩共享』，能夠將自己腦中的想法和心情傳遞到對方的腦中。
姓氏可能源自尼克斯
菲尼・瑪麗安娜
新入生的資優惡魔之一，在飛行測驗奪得前26名的資格，和入間等人一同參加問題兒童班升級測驗的聯合活動，與卡姆伊一組，對抗教職員的強襲。為名門顯赫的菲尼一族千金，本人卻是外貌協會。使魔是盾牌鯊。測驗前對分組相當不滿，後對卡姆伊的紳士氣質改觀，也漸漸對卡姆伊有好感，但對於卡姆伊好色的性格仍會給予恐佈制裁。
家系魔術：『命名催眠』，能夠讓對方看見指定幻覺。。
姓氏源自所羅門七十二柱魔神中排第37位的魔神菲尼克斯。
梧栩
新入生的資優惡魔之一，在飛行測驗奪得前26名的資格，和入間等人一同參加問題兒童班升級測驗的聯合活動，與卡姆伊一組，對抗教職員的強襲。為瑪麗安娜的SD，並隨身佩帶一把竹劍。使魔是魔像。疑似對同樣身為SD的歐佩菈前輩十分害怕，目前不知原因。聯合活動後漸漸對卡姆伊有好感，但對於卡姆伊好色的性格仍會給予恐佈制裁。
格巴迪・陽
新入生的資優惡魔之一，在飛行測驗奪得前26名的資格，和入間等人一同參加問題兒童班升級測驗的聯合活動，與克羅凱爾・凱蘿莉一組，對抗教職員的強襲。
家系魔術：『硬派』，能讓礦物出現也可以使自己礦物化。
姓氏源自所羅門七十二柱魔神中排第48位的魔神哈艮地。
華利弗・查查
新入生的資優惡魔之一，在飛行測驗奪得前26名的資格，和入間等人一同參加問題兒童班升級測驗的聯合活動，與克羅凱爾・凱蘿莉一組，對抗教職員的強襲。性格裝得很強勢，但被凱蘿莉說是悶騷。
家系魔術：『獸皮』，能使自己變化成各種野獸。
姓氏源自所羅門七十二柱魔神中排第6位的魔神華利弗。
帕爾帕爾・真
新入生的資優惡魔之一，在飛行測驗奪得前26名的資格，和入間等人一同參加問題兒童班升級測驗的聯合活動，與伊克斯・艾麗莎貝塔一組，對抗教職員的強襲。
家系魔術：『泡歌』，能讓自己融化為泡沫狀，並通過唱歌來操縱泡沫。
帕爾帕爾・珠珠
新入生的資優惡魔之一，在飛行測驗奪得前26名的資格，和入間等人一同參加問題兒童班升級測驗的聯合活動，與伊克斯・艾麗莎貝塔一組，對抗教職員的強襲。
家系魔術：『泡歌』，能讓自己融化為泡沫狀，並通過唱歌來操縱泡沫。
殷可・帕梅拉
新入生的資優惡魔之一，在飛行測驗奪得前26名的資格，和入間等人一同參加問題兒童班升級測驗的聯合活動，與阿格雷斯・皮克羅一組，對抗教職員的強襲。
擅長使用能催眠對手的魔術『催淫』。
姓氏源自夢魔。
艾姆・烏烏羅
新入生的資優惡魔之一，在飛行測驗奪得前26名的資格，和入間等人一同參加問題兒童班升級測驗的聯合活動，與阿格雷斯・皮克羅一組，對抗教職員的強襲。
家系魔術：『飼養太陽』，能生成並操作各種發光體。
姓氏源自所羅門七十二柱魔神中排第23位的魔神艾尼。
綸綸
新入生的資優惡魔之一，在飛行測驗奪得前26名的資格，和入間等人一同參加問題兒童班升級測驗的聯合活動，與斯伯諾克・薩布羅一組，對抗教職員的強襲。性格膽小害羞，測驗後把薩布羅當父親一樣尊敬。聯合活動後，加入了薩布羅所在的魔王師團，被誤會是親子關係。
普拉・樸可
新入生的資優惡魔之一，在飛行測驗奪得前26名的資格，和入間等人一同參加問題兒童班升級測驗的聯合活動，與斯伯諾克・薩布羅一組，對抗教職員的強襲。性格隨和奔放，測驗後把薩布羅當父親一樣尊敬。聯合活動後，加入了薩布羅所在的魔王師團，被誤會是親子關係。
家系魔術：『瞬間移動』，距離和次數受魔力量影響，可以讓本人和接觸的東西進行瞬間移動。
洪・琳嬋
新入生的資優惡魔之一，在飛行測驗奪得前26名的資格，和入間等人一同參加問題兒童班升級測驗的聯合活動，與安洛先・修奈達一組，對抗教職員的強襲。因家族中想要強大的惡魔當女婿，所以盯上了問題兒童班全體男生，目標是能抓一位女婿回家。
家系魔術：『 全景色』，視覺能自由伸展，觀察周圍景色，但範圍和時間受魔力量限制。
拉斯·摩茲米
新入生的資優惡魔之一，在飛行測驗奪得前26名的資格，和入間等人一同參加問題兒童班升級測驗的聯合活動，與安洛先・修奈達一組，對抗教職員的強襲。
家系魔術：『大胃袋』，能將各種物件、生物收納於體內，根據魔力量能收納物件大小和時間會有所不同。
佩莫佩莫·琪米
新入生的資優惡魔之一，在飛行測驗奪得前26名的資格，和入間等人一同參加問題兒童班升級測驗的聯合活動，與安德洛・Ｍ・賈斯一組，對抗教職員的強襲。
家系魔術：『巨小豆』，能調整身體大小，女性可縮小，男性能變巨大。
佩莫佩莫·德米
新入生的資優惡魔之一，在飛行測驗奪得前26名的資格，和入間等人一同參加問題兒童班升級測驗的聯合活動，與安德洛・Ｍ・賈斯一組，對抗教職員的強襲。
家系魔術：『巨小豆』，能調整身體大小，女性可縮小，男性能變巨大。
積古·札克馬
新入生的資優惡魔之一，在飛行測驗奪得前26名的資格，和入間等人一同參加問題兒童班升級測驗的聯合活動，與蓋普・五右衛門一組，對抗教職員的強襲，因看見五右衛門的真容而陷入精神錯亂以及昏迷，被毛莫老師使用大量高位魔術才勉強穩定意識，與米歇爾不合，比較激進，被老師發現時想的是進攻，並且怪罪米歇爾的保守戰術，認為多移動就沒事了。
家系魔術：『跳足』
羅耶爾·米歇爾
新入生的資優惡魔之一，在飛行測驗奪得前26名的資格，和入間等人一同參加問題兒童班升級測驗的聯合活動，與蓋普・五右衛門一組，對抗教職員的強襲，因看見五右衛門的真容而陷入精神錯亂以及昏迷，被毛莫老師使用大量高位魔術才勉強穩定意識，與札克馬不合，比較保守，被老師發現時想的是撤退，並且與札克瑪因到底要直接打還是要撤退發生爭執。
家系魔術：『軟化』
托馬斯
新入生的資優惡魔之一，在飛行測驗奪得前26名的資格，和入間等人一同參加問題兒童班升級測驗的聯合活動，與沙克斯・利德一組，對抗教職員的強襲。聯合活動後和利德一起去參加薩巴特聚會，並交到了女朋友。
士馬茲
新入生的資優惡魔之一，在飛行測驗奪得前26名的資格，和入間等人一同參加問題兒童班升級測驗的聯合活動，與沙克斯・利德一組，對抗教職員的強襲。聯合活動後和利德一起去參加薩巴特聚會，並交到了女朋友。

#### 其他學生
小豆
差點被惡週期的學生吃掉的小小隻顫抖的學生。整體感覺像微胖的皮老闆。作者在簽書會中有要求畫出，並當場取名。

#### 教職員
巴拉姆・希奇洛
聲：小西克幸
位階：「科特(8)」
惡魔學校教師，幻想生物學的老師。與卡爾耶格曾是同學，一年級時已是位階「達雷特(4)」。入間的魔歷代課老師也是書本的製作者，腳為爪，以及過去嘴巴出了意外會暴露出牙齒而戴著鐵製口罩。最歡迎有幹勁的學生，不過很多學生都怕他。有「觸碰癖」，一看到生物就會不停撫摸導致無法好好授課。對於他們來說的幻想生物非常有興趣，也有被稱「幻想癖」。雖然體型龐大、行為舉止很奇怪、外觀非常可怕，卻其實非常溫柔。
為歷代收穫祭優勝者之一。作為阿斯莫德及薩伯諾克的特別講師，目的是培育他們為惡魔學校一年級當中「最能打架的一年級」。讓二人在戰鬥過程中能打中自己一次，重點在培養二人戰鬥技巧、默契、並指導各種惡魔的戰鬥方式惡週期的「返祖現象」等等，但對於偷襲等等比較陰險的方法卻沒有指導太多。
在入間表明自己為人類後，表示非常興奮並擔心著入間的身份被發現，是少數知道入間為人類的惡魔。
家系魔術：『虛偽鈴』，能瞬間察覺觀測對象的謊言和不正當行為。使用在末日考以及其他考試中，觀察學生考試是否作弊。有「守護之白鴉」稱號。
姓氏源自所羅門七十二柱魔神中排第51位的魔神巴拉姆。
第一回角色人氣投票第九名（89票）。
但達林・達利
聲：石井馬克
惡魔學校教導主任，兼魔界歷史、幻想生物學的老師，最喜歡好玩的東西。曾負責卡爾耶格上任時的指導，但其他教師覺得他是在開玩笑。
姓氏源自所羅門七十二柱魔神中排第71位的魔神但他林。
第三回角色人氣投票第二十五名。
巴魯斯・羅賓
聲：吉永拓斗
惡魔學校新人教師，使魔交流課老師。魔谷大戰的三大英雄家系之一的巴巴托斯家族分家成員，但姊姊(表姊)芭琪可曾言是最適合用弓箭的惡魔。因全神貫注的性格，因為太興奮忘掉開學日，所以不知道入間的使魔是卡爾耶格(同事們因為樂趣達成一至不向羅賓老師透露)，因為有話直說又自我中心時常觸怒卡爾耶格而慘遭修理。是問題兒童班的入間及利特的特別講師，但是又不太會教課，而找了自己親戚的姊姊(表姊)芭琪可分開授課。對利特的位階升級特訓為「提高集中力」，讓利特把他所喜愛的遊戲全部通關，直到早上都沒放他離開遊戲，而本人則還是很有精神，重點以提高集中力進而提升自己的五感，同時強化自己的家系能力。有新老師加入時非常興奮。心臟破裂期間在一開始就射破了利特隊的一顆"心臟"，即使被奪走視覺也能射中氣球的繩子，趁著學生與布耶魯和莫莫諾姬對決是使用弓箭偷襲，被入間阻止，後與其他教師一同追擊艾特利。因為後輩其實是反祖惡魔感到十分失落，後因歐佩菈加入教師團隊再度振作起來。
在教師宿舍負責全體教師的飲食，因為飯菜都是注重營養為主的蔬菜料理，對惡魔教師們來說只有這方面是他唯一的優點。
家系魔術：『一射必中』，放出的箭在到達目的地前都不會任何東西所干涉、必然命中，但一天只能用一次。
姓氏源自所羅門七十二柱魔神中排第8位的魔神巴巴妥司／巴爾巴托斯(バルバトス)。
摩拉庫斯・莫莫諾姬（另譯：莫莫諾奇）
聲：朝井彩加
位階：「贊因(7)」
惡魔學校魔術基礎學老師。入間讓賈茲竊取到卡爾耶格的私人物時，跟她做交換，而讓入間得到第一張教室遷移許可書。敬仰（暗戀）卡爾耶格。在初入惡魔學校當老師是由卡爾耶格帶領實習，但性格較為和善膽小經常給學生玩弄和欺騙，後用家系能力使小看她的學生認真學習，被巴拉姆告知是卡爾耶格拜託老師要是她陷入困境的話請幫助她，達利老師又給她看了卡爾耶格給她寫的一整本筆記與建議，徹底愛上了卡爾耶格。心臟破裂篇阻止學生破壞裝置，被卡伊姆阻擋，受瑪麗安娜的家系能力影響使她看到的卡伊姆變成了卡爾耶格，最後她拍了照片後就繼續與學生對戰，後被學生圍攻，布耶魯前來支援，利用半永久使她的體力恢復，裝置被破壞後繼續去毀掉"心臟"，後與其他教師一同追擊艾特利。之後與其他老師一起鍛鍊，因為當時被幻象迷惑感到羞愧。
家系魔術：『全能專精 』，可以學習任何魔術，但威力取決於魔力量。
姓氏源自所羅門七十二柱魔神中排第21位的魔神摩拉克斯。
史特萊斯・蘇姬
聲：新井里美
惡魔學校魔生物的導師，魔植物師團顧問，有著植物之母之別稱。性格溫和，在師團展示和收穫祭活動時與達利老師負責說明事項。心臟破裂期間追擊庫菈菈隊，利用各種奇異的花朵成功破壞兩個"心臟"，後與其他教師一同追擊艾特利，與伊弗利特一起擋住艾特利的去路。
姓氏源自所羅門七十二柱魔神中排第36位的魔神斯托剌。
萊姆
聲：山本希望
惡魔學校誘惑課老師，魅魔族。過去是「色首」艾姆莉莉絲的學生。作為克拉拉及艾麗莎貝塔的特別講師，目的是培育她們為惡魔學校一年級當中「最迷人性感的一年級」。讓二人提升誘惑技巧，教導性感的姿勢、幻術、造型打扮、創造屬於自己獨有的誘惑方式，讓異性臣服。
魅魔能力『審美眼』能評定對方的魅力程度。
姓氏源自所羅門七十二柱魔神中排第40位的魔神勞姆(ラウム／ライム)。
歐利亞斯・奧茲瓦爾
聲：梶原岳人
惡魔學校占星術教師，遊戲師團顧問。表面上個性認真又帥氣，但到了放假時段就會變的相當的宅(如熬夜打電動、作息不正常、穿著隨便、零食當正餐等等)，甚至會將能力關閉。王之教室篇因艾麗莎貝塔的"好感度"以及利特的"感覺強盜"被奪走視覺和嗅覺輸給利特，認可利特的觀念，給予了許可書。心臟破裂期間用飛鏢刺破了利特隊的氣球，後與因波斯一同追擊艾特利，利用家系能力保護學生，艾特利逃走後打破了安洛先隊的兩顆"心臟"和賈斯隊的其中一個"心臟"，後與其他教師一同追擊艾特利，因沒能注意少一顆"心臟"感到不甘。
家系魔術：『占星』，有著讓全部事情向著對他有利方向發展的「絕對運氣」。
姓氏源自所羅門七十二柱魔神中排第59位的魔神歐里亞斯。
布耶魯・布魯謝格
聲：中村大志
惡魔學校教師，已婚。在入學典禮時被薩布洛突然拿斧頭攻擊，揚言說要拿到許可書除非打倒他。但是在薩布洛誠心的低頭道歉，被他驚訝的怒氣都沒了而給予許可書。心臟破裂篇因看不下去十一打一支援被圍攻的莫莫諾姬，使用半永久讓她的體力瞬間恢復，並且繼續與學生對戰，後與其他教師一同追擊艾特利。
家系魔術：『半永久』，只要還有魔力、無論何種傷勢都會瞬間治好，乃絕對的修復能力。
姓氏源自所羅門七十二柱魔神中排第10位的魔神布耶爾。
瑪爾巴斯・瑪奇
聲：中村大志
惡魔學校拷問學的老師，工藝家系的惡魔。長著一副龍套臉。惡斗露經紀人瑪露為其姊姊。心臟破裂期間為了不被討厭不想碰上親戚耶馬史，為了獲得惡鬼金庫的密碼而拷問賈茲，使用了很多種拷問方法，甚至是能破壞神經的真針針蜈蚣，最後賈茲被入間救走，後與其他教師追擊艾特利，似乎很期待拷問艾特利。因為使用過於殘忍的拷問道具所以被要求寫檢討書，也表示針針蜈蚣並沒有通過申請，當時用的只是道具而已。為了幫助希妲融入教師團隊與因波斯和毛莫提議讓希妲舉辦酒會，並且在過程中不停幫助她，因得到希妲的感謝十分高興。
家系魔術：『完美掌握』，能夠掌握各種物質的構造。
姓氏源自所羅門七十二柱魔神中排第5位的魔神瑪巴斯。
伊弗利特・金・艾托（Ifrit Gin Eight）
學校警備教師。一族為能產生魔界最強力紫色火焰的惡魔，喜歡抽菸，尾巴和翅膀都有火焰，常常被其他教師拿來點菸或做飯，所以平常會收起來，睡覺時整個魔都被火焰圍繞。心臟破裂期間與阿斯莫德對決，並試圖引導他使用家系能力，火焰的強度遠大於阿斯莫德，十分好奇他的藍色火焰，認為阿斯莫德只有四階真是太奇怪了，表示要是阿斯莫德要揍卡爾耶格的話記得叫他一起，學生成功破壞裝置後離開，臨走前又丟了幾個火球，後與其他教師一同追擊艾特利，與蘇姬一起擋住艾特利的去路。之後加強了學校的警備。
姓氏源自古蘭經的伊弗利特。
摩拉庫斯（另譯：摩拉克斯）
聲：下崎紘史
惡魔學校魔物知識學教師。莫莫諾姬老師的爺爺，稱知識學教師芙可斯老太婆。聽了卡姆伊的竊竊私語而噴了鼻血且果斷簽下許可書。寵愛孫女莫莫諾姬，在酒會堅決不讓她喝酒。
家系魔術：『全能專精 』，可以學習任何魔術，但威力取決於魔力量。
姓氏源自所羅門七十二柱魔神中排第50位的魔神摩拉克斯。
芙可斯（佛爾卡斯）
惡魔學校魔物知識學教師。因修奈德給的提議而給予許可書，在末日的第一天與修奈德一同去學會，有孫女。
姓氏源自所羅門七十二柱魔神中排第21位的魔神佛爾卡斯。
毛莫・茲慕爾
惡魔學校精神醫學教師。心臟破裂期間與五右衛門隊碰上，打破一顆氣球使他們(兩位學弟)的爭執加深，最先發現五右衛門的異狀，五右衛門露出真容的瞬間將直播的魔道具打壞並且要學生閉上眼睛，自己在蓋住他的臉時也看見了他的真容，給自己和兩位學生使用大量高位精神系魔術後勉強穩定意識，並呼叫了救護班，因為五右衛門並沒有隨其他教師追擊艾特利，事後阻止了五右衛門與兩位學弟見面，認為即使已經穩定意識，或許看到他就會再次想起。心臟破裂結束後協助巴拉姆審問希妲，事後非常疲憊。之後為了幫助希妲融入教師團隊與因波斯和瑪奇提議讓希妲舉辦酒會，並且在過程中不停幫助她，因得到希妲的感謝十分高興。
家系魔術：『鑒定色』，能將對手的精神狀態以"顏色"形式目視、判別，同時確定能力值、魔力量和家系能力，消耗的魔力視看見的訊息多寡決定。
姓氏源自所羅門七十二柱魔神中排第54位的魔神毛莫。
因波斯・伊卓
位階：「贊因(7)」
惡魔學校戰術學教師，性格穩重又冷靜，在教師會議時表示阿布諾瑪班似乎過於得意忘形，是心臟破裂篇開始的源頭。心臟破裂期間想對上安洛先，艾特利暴露後使用家系能力以及高位魔術追擊，使用拘束籠抓捕艾特利時被他利用絲線反傷，艾特利趁機逃跑，認為依據他的攻擊模式由伊夫利特老師來追擊比較好，後與其他教師一同追擊艾特利。心臟破裂結束後繼續鍛鍊自己，因為救了安洛先一行人被小隊中的洪・琳嬋喜歡上並且逼婚，感到非常困擾。為了幫助希妲融入教師團隊與毛莫和瑪奇提議讓希妲舉辦酒會，並且在過程中不停幫助她，因得到希妲的感謝十分高興。
家系魔術：『召集』，能把在場看見臉的對象轉移到自己身邊。
姓氏源自所羅門七十二柱魔神中排第22位的魔神因波斯。
卡姆卡姆
聲：下崎紘史
惡魔學校小賣部店員。禁止克拉拉的出沒(因為物品會被剽竊)，主張竊者即殺，曾經差點吃了卡爾耶格(艾基醬樣子)。
奧佟嘉（Otonja）
教師宿舍的管理人。
無面的影魔，同時也是但達林家的SD。
皮斯（Pis）
校醫。

##### 特別講師
因問題兒童班在末日考以前的各項優良表現，同時華爾特公園的事蹟被薩利班等人鬧的魔界皆知，因此學校在新學期時給予問題兒童班二年級前全員升級到「達雷特(4)」失敗則要從王的教室離開的特別指令。為了鞭策問題兒童班達成目標，由卡爾耶格老師親自挑選各自適合指導的學生進行委派，除了惡魔學校部份教師以外(巴拉姆・希奇洛、萊姆、巴魯斯・羅賓)，還有在外界各式各樣高等惡魔組合的特別講師。而對於各大講師來說，在指導問題兒童班的同時也要進行私人評估，若判斷無法達到目標便會自動退出指導，但因為問題兒童班的資質、意外性和努力，看上了值得磨鍊原石進而花費更大的心思來進行地獄指導。跨月後更是認可了指導的學生為自己的弟子，願意繼續栽培問題兒童班學生的成長。
巴巴托斯・芭琪可（巴巴托斯・撥子）
聲：竹內順子
魔谷大戰的三大英雄家系之一，有著『絕望的羽喰』之別稱。是個豪爽的雙馬尾大姊，第一人稱「姊（あッチ）」。與羅賓為表姐弟關係，極度愛吃甜食。十分尊敬薩利班但和十三冠的派蒙感情十分不好。後因十三冠的食王行蹤不明而成為代理十三冠。
一出場就對入間和利特要求許多不合理的命令，讓二人苦不堪言，之後幫助羅賓單獨指導入間，但因忘記了特別指導的事情，所以直接使喚入間，讓入間誤以為這就是修行的一部份，此後正式指導巴巴托斯家系的弓術，指導重點於創造屬於自己的弓、在關鍵時刻提升集中力奪得頭籌、克服各種難關、在各種危機困境中命中目標。
曾有許多仰慕巴巴托斯家系的弓術而求學的學生，但弓箭非常不適合惡魔因此所有的學生都在途中放棄，因而對教學的熱情漸漸淡化，因仰慕的薩利班本人請託而訓練入間，卻因為入間不放棄的性格再次找回教學的熱情，認可入間是自己的頭號弟子，收穫祭後被其告知入間是人類的事，成為少數知道入間為人類的惡魔。
因大首領在惡斗露武鬥大會發現入間弓術的資質(並不知是男扮女裝)，而想要入間嫁進來的心態而大傷腦筋。
家系魔術：『百射百中』，把必中的箭不斷發射直到集中力到達極限為止，為『一射必中』的進化型。
姓氏源自所羅門七十二柱魔神中排第8位的魔神巴巴妥司。
夫魯夫魯中士（佛爾佛爾軍曹）
聲：谷山紀章
魔谷大戰的三大英雄家系之一，三傑彼列的弟子，有著智將之別稱。賈茲及修奈德的特別講師，目的是培育他們為惡魔學校一年級當中「最狡猾不會落敗的一年級」。為學習惡魔的交涉手腕，將二人帶到惡魔的成人俱樂部，詐騙二人強迫打工還債，間接性的教導二人捕捉心理、變裝、隱藏表情、甚至如何在規則內鑽漏洞做出不一樣的選擇而獲得優勢等等。地帝學院「伽卡迫」的校友，後因想繼續培養賈茲及修奈德，拒絕了彼列的特別講師委託。
性格縱慾美色之間且酒品差勁，但在戰場上很受部下愛戴，是三傑・彼列認可的最頂尖的學生之一，也是多洛多洛兄弟的指導老師，唯一不同的是多洛多洛兄弟是指導如何活用能力，以及體術戰術的技能，並且兄弟二人非常尊敬佛爾佛爾軍曹；而賈茲及修奈德卻是常常被惡整並誆騙身上所有的錢，但其指導方式卻和在伽卡迫被三傑・彼列鍛鍊的教學如出一轍。
姓氏源自所羅門七十二柱魔神中排第34位的魔神佛爾佛爾。
葳帕兒（威沛）
聲：國府田麻理子
有著鴨嘴且總是哭泣的人魚女老師，三傑利葳女士的弟子，有著號泣女帝之別稱。五右衛門及皮奎羅的特別講師，目的是培育他們為惡魔學校一年級當中「最擅長家系魔術的一年級」。「認清並克服無法使用家系能力的狀況」便是她所想出的特訓，於是便把兩人泡在水中，讓2人挑戰在不同的環境下，也能夠自由的施展家系能力，同時理解能力的特質，進而將能力昇華。魔海學園「勒比亞隆」的校友，後因想繼續培養五右衛門及皮奎羅，拒絕了利葳女士的特別講師委託。
在魔力的操作能力相當出類拔萃，是三傑・利葳女士認可的最頂尖的學生之一，自身的指導方式太過嚴厲，常被家人認為因為下手不知輕重而無法勝認教師一職，但因五右衛門及皮奎羅克服重重難關的努力資質，因此相當慶幸自己第一次收的弟子是他們二人，並期望著能做為三傑之孫的利維坦・雷迪的競爭對手，向利葳女士大力推薦。
姓氏源自所羅門七十二柱魔神中排第42位的魔神威沛。
帽子先生
聲：岩崎征實
凱洛莉及卡姆依的特別講師，有著調教紳士之別稱，目的是培育他們為惡魔學校一年級當中「最優秀召喚士的一年級」。作為召喚士為和野獸心靈相通和牠們身處同一個環境是最重要，便把他們與野獸待在同一個籠子二十四小時，並且提升二人的氣質格調，本來目標是讓二人以紳士、優雅的交流接觸進而發展和召喚生物的尊重和敬意，並學習魔獸的種類、特性、棲息地等等的知識，用語言爭論非武力的方式讓對方徹底服從，甚至達到能率領他人使魔的本領，創造出獨有的最強招式，但因凱洛莉的女王氣質加上卡姆依的紳士特質決定大幅度的調整鍛鍊模式。知道凱洛莉的真面目，並沒有讓卡姆依知道。
十三冠派蒙的管家，因想繼續培養凱洛莉及卡姆依，拒絕了派蒙的特別講師委託。

### 高位惡魔

#### 魔王
德爾奇拉
聲：三木眞一郎
過去有著壓倒性實力的的魔王，面容被劉海遮住，他對王的教室施放完全保存的魔術後，完整保留了下來。有著創造出魔界的奔放懶散，是過去 薩利班 所服侍的「消失的魔王」。是位不常露面的魔王,也是位擁有幽默感的一位惡魔
度古菲爾
曾跟梅菲斯特•費列斯奪得魔界的前任魔王，後隱退將魔王稱號交給德爾奇拉。

#### 魔王候補
薩利班表示魔界的不安定，是故應著眼於今後的魔界，因此需要能開拓未來的年輕惡魔。並由三傑推舉三名惡魔作為下任魔王候補。
鈴木入間（／）
位階：「黑(5)」
三傑・薩利班之孫。充滿意外性，也很有趣，是薩利班所期待的惡魔，很想見識他所創造的魔界。被13冠評價為最極端，代表欲望深不見底。
詳見『鈴木入間』。
彼列・貝里・萊斯貝利
位階：「黑(5)」
三傑・彼列之孫。地帝學院「伽卡迫」的學生，喜愛遊戲人生，掀起了各式各樣的暴行，獨佔60至62層，手下人數高達1200人的大哥，在伽卡迫為史上最年輕的樓層主。被13冠評價為令人意外的優雅。
和入間的感情不錯，二年級雖得到機會參加斯卡拉，但不幸失敗。
利維坦・雷迪
位階：「法伏(6)」
三傑・利葳之孫。魔海學園「勒比亞隆」的學生，十分獨斷專行，以自我為中心，更在學園獲得數不清的誇張外號（門衛殺手、游擊雕刻家等等），在勒比亞隆被稱為總司令的學生艦長。被13冠評價為其豪爽是粗曠的化身。
家系魔術：『溺好』，能支配一切水分並下達命令，而被視為族中傳承兵器的正是隨心所欲，發射水彈，操控水流的超高性能水槍，當中水彈可隨主人想像形狀和軌跡自由活動，只為擊中目標，為魔界最受水喜愛的一族。

#### 十三冠
魔界13位高位惡魔菁英們代表組織，十三冠的前三位又稱作魔界三傑，亦是魔王候選人，但三人都對魔王位置沒興趣。會定期會舉辦會議稱十三冠會議。
薩利班
13冠之三傑。
詳見『薩利班』。
彼列
聲：麻生智久
位階：「泰特(9)」
13冠之三傑。地帝學院「伽卡迫」的理事長。奸詐，玩牌會耍老千。是個孫子控，每次會議都是來為孫子分勝負。
名字源自羅門七十二柱魔神中排第68位的魔神彼列
利葳女士
聲：楢橋美紀
位階：「泰特(9)」
13冠之三傑。魔海學園「勒比亞隆」的理事長。知識、領導力都優秀。是個孫子控，每次會議都是來為孫子分勝負。不喜歡被其他兩個叫老太婆，只是比他們還小兩歲而已。
姓氏源自海中的巨大惡魔利維坦（Leviathan）。
別西卜
聲：上田燿司
13冠，英傑次席。連續八代都屬於十三冠的名門。
姓氏源自墮天使別西卜。
亞斯塔路
聲：江口拓也
13冠，天眼。支持利葳女士繼任魔王位置。目前正搜索貝黑魔多及其他消失的惡魔們。
姓氏源自所羅門七十二柱魔神中排第29位的魔神亞斯她錄。
亞麥伊蒙
聲：田所陽向
13冠，四方首領。外表是狼的惡魔，和佛爾佛爾軍曹是好友，支持貝利亞爾繼任魔王位置。
姓氏源自地獄四王之一（南方之王）亞麥依蒙。
派蒙
聲：櫻庭有紗
13冠，精靈主（妖精王）。一個有強烈東北腔口音且著黑色系哥德蘿莉打扮的美少女惡魔。支持薩利班繼任魔王位置。和巴巴托斯・芭琪可的感情十分不好。
姓氏源自所羅門七十二柱魔神中排第9位的魔神派蒙。
阿斯莫德・艾姆莉莉絲
聲：嘉數由美
13冠，色首。名門阿斯莫德家現任當主，艾利斯的母親，對自己兒子相當溺愛而讓艾利斯相當困擾。曾幫入間做心理輔導，但也因此抓住機會幫入間當洋娃娃般梳妝打扮。
姓氏源自所羅門七十二柱魔神中排第32位的魔神阿斯摩太。
阿薩謝爾・安里
聲：遊佐浩二
13冠，魔管署警備長。艾梅莉的父親。為歷代收穫祭優勝者之一。以涉嫌不法出境到人間界帶走 薩利班，後來接觸過入間，本來想讓他說出是被強行帶來的人類並予以保護，但是被艾梅莉無意間說是入間是優秀的惡魔而作罷。但在聽到艾梅莉說出兩人單獨一同喝茶、聊關於戀愛的事情以及談到關於將來(夢想)的事，誤以為是戀愛+將來=結婚而相當驚訝，爾後也因為其女兒日常注意和因為入間害羞而崩潰。雖然因為入間的表現漸漸認可女兒和入間的關係(單純以朋友方面)，但沒多久便在入間后宮團破功，甚至揚言要把入間關進監獄。
於大貴族會中假扮納魯尼亞，原因不明。
姓氏源自墮落的看守天使之首阿撒茲勒。
第一回角色人氣投票第十四名。
巴力
聲：諏訪部順一
13冠，雷皇→英傑次席。告發薩利班的人，而與奇里歐計畫破壞學校。在遇到奇里歐後，常會神不知鬼不覺的潛入他家（鐵壁）見他，他家有好多陷阱覺得好玩。與斯伯諾克家為非血親的親戚關係。建議薩布洛為魔王。
至今一直籌劃著德爾奇拉相關的不明計畫。提議除席魔王德爾奇拉的席位。在大貴族會後擁有修羅姬的聲援及成為英傑次席。
姓氏源自所羅門七十二柱魔神中排第1位的魔神巴力。
巴巴托斯・芭琪可
由於消失的食王・貝黑魔多與搜索的天眼・亞斯塔路的空缺，由三傑選出作為新13冠候補。在大貴族會後成為13冠之一頂弓。

那貝流斯・納魯尼亞
魔管署特別警備長。由於消失的食王・貝黑魔多行蹤不明而成為十三冠候補人選之一。其實力、對魔界的貢獻度以及巨大的影響力而成為新任13冠並賦予狗帝的外號。

梅菲斯特
有著『棋盤外』之別稱。由於消失的食王・貝黑魔多行蹤不明而成為十三冠候補人選之一。其實力、對魔界的貢獻度以及巨大的影響力而成為新任13冠並賦予盤外王的外號。負責統治魔界南方觀光地區，其真實身分是造王者-梅菲斯特•費列斯，在從現任算起的三代之前的記載中首次被記錄，其幫助了至少三任的魔王崛起，他擁有獨特的眼光，與其簽訂契約者都會成為魔王，故被稱為造王者。
在前前任魔王臨死前，受命去尋找繼任者時，到了擊敗其他候選者的前任魔王-德爾奇拉，並被對方的強大給震撼，希望與對方簽訂契約，但被德爾奇拉以自己的路要自己決定為由拒絕，發現德爾奇拉已經是完全體的王，不需要自己這個造王者後，便選擇消失，直到TS計畫的誕生，決定重新扮演造王者，並扶持一人成為比德爾奇拉更厲害的魔王。
考核入間的高位升級考試，考試題目是由入間成為國王，建立起屬於長耳族王國，其中有埋下陷阱，真正的題目是培養出一位可以帶領長耳族的國王。不料入間卻是直接發展出長耳族的價值，使其獨立定居的資格，給出的答案遠遠超出梅菲斯特的想像，同時其欲望更是讓梅菲斯特刮目相看。

姓氏源自浮士德傳說中作為邪靈的名字梅菲斯托費勒斯。

#### 十三冠相關
貝黑魔多
聲：Robert Waterman（日本）；陳彥鈞（台灣）
前13冠，食王，胃容量和入間有的比。行蹤不明且於大貴族會中除席，後突然出現並破壞大貴族會。失蹤原因與雷皇・巴力有關。
姓氏源自聖經記載的神話生物貝西摩斯。
古萊西亞
前13冠，暗帝。直到除席都尚未登場。
姓氏源自所羅門七十二柱魔神中排第25位的魔神格剌希亞拉波斯。
安度西亞斯・波羅
前任13冠，音魔天。身材異常高大，通稱「波羅醬」。消失的魔王德爾奇拉的御用音樂家，曾經使用大演奏會截停敵軍666小時的傳奇音魔。能聽出心中的情緒。喜歡德爾奇拉。
對於服侍過魔王德爾奇拉的薩利班是相當討厭，認為薩利班都在干擾他的二人時光。聽聞二人回憶的王的教室被打開使用後更是火大，但在得知罪魁禍首是薩利班的孫子，同時是卡爾耶格的學生的入間後，反而對問題兒童們來了興趣。音樂祭過後認可普爾森・索伊的音樂才華和入間的心靈之聲，向普爾森・索伊教導了王之音並親自對問題兒童班全員晉升位階至4達雷特同時讓入間晉升為5黑。受烏耶特特的與德爾奇拉的再會的方法邀約而前往六指眾。
姓氏源自所羅門七十二柱魔神中排第67位的魔神安度西亞斯。
別西卜・桀卜布拉
有著『二半王』之別稱，別西卜家族的新星。由於消失的食王・貝黑魔多行蹤不明而成為十三冠候補人選之一。對於候補落選有很大的意見而抗議。真面目是一位身材火爆的美女，因為十三冠落選所以在梅菲斯特視察負責領地時，借著對方請客度假的理由一起搜查魔界南方觀光地區的情況。

### 家系

#### 三大英雄家系

##### 佛爾佛爾家
佛爾佛爾
魔谷大戰的三大英雄之一。
佛爾佛爾軍曹

##### 桀派家
以愛為食糧的惡魔。比起普通的食物，更加喜歡禮物和愛的聲援，並轉化成自身的魔力，所以桀派家族從小便追求人氣，並且自幼就開始學習高位魔術。
桀派
魔谷大戰的三大英雄之一。
姓氏源自所羅門七十二柱魔神中排第16位的魔神桀派。
桀派・澤拉
殿堂級搖滾歌手，也是桀派家主的妻子。
桀派・傑傑

桀派・佐伊
超人氣的小說家，魔界數一數二的大文豪，也是桀派家的長男。 在入間二年級師團展示，透過弟弟傑傑引薦，給予入間一行人3小時的創作基礎的開導，師團展示結束時邀請五年級畢穆學姊（優秀畫家人才）協力創作。
桀派・帕拉萊卡
魔獸馬戲團之星，也是桀派家的長女。

##### 巴巴托斯家
以弓術聞名魔界的英雄家族，在魔界之中，被稱之為絕望的代表惡魔，甚至立下了戰爭時期只要有巴巴托斯弓箭使參戰，戰況必會大幅度改變傳說。
巴巴托斯大首領
魔谷大戰的三大英雄之一，巴巴托斯家大首領，本家實力第一，目前為半退休狀態，只有戰爭時期才會出動，有著足以震撼魔界的地位以及威望，平時脾氣溫和，但爆怒後甚至對魔王或者十三冠都不會給予任何面子，本身是惡斗露的忠實粉絲，對入美(入間)惡斗露武鬥大會弓術表現讚好，並要求芭琪可找到對方以『嫁進來』方式收歸門下。
在大貴族會後表明退位，大首領之位給予現任首領。
巴巴托斯首領
巴巴托斯首領，尚未登場。本家實力第二。大貴族會後，大首領表明讓其為大首領。
巴巴托斯・芭琪可

本家實力第三。大貴族會後，大首領表明讓其為首領。
巴魯斯・羅賓
分家。

#### 名門家系

##### 阿斯莫德家
阿斯莫德・艾姆莉莉絲

達比戴
聲：蓮岳大
阿斯莫德家的執事，原本被艾利斯指示要阻止母親前去師團展示，但是在她的膝枕掏耳下淪陷，阻止失敗。
碧歐蕾、莉莉
聲：山本希望、三谷綾子
艾利斯親戚家的孩子。很仰慕又帥又強大的艾利斯，但是常找入間而不陪她們玩，哭泣的罵入間是大笨蛋。艾利斯道歉卻也說入間是最棒的。

##### 斯伯諾克家
代代負責創造魔王軍武器的家族，其武器以魔界最高殺傷力和強度著稱。
斯伯諾克・薩布贊
聲：咲野俊介
斯伯諾克家當家。雷皇巴力似乎為其非血親的弟弟，也相當不喜歡巴力，薩布洛表示兩人長得不像。與薩布洛關係緊張，表明薩布洛無法成為魔王。
斯伯諾克哥哥
薩伯諾克家長男。與妹妹一同去師團展示，但是沒兩秒就走丟了。
斯伯諾克・希爾薇亞

波奇・亞曼達
薩伯諾克家侍者。在卡爾耶格外傳中為3年級，是希奇洛的街坊鄰居。在學生裡消息是最靈通的，告知卡爾耶格等人關於風紀師團的情報。

##### 阿薩茲勒家
阿薩茲勒・安里

阿薩茲勒・艾梅莉

##### 克羅凱爾家
擅長冰系能力的的惡魔家族，但也因為家族的家系能力，其內部成員都如寒冰一樣沉默、無感情波動等等。
凱洛莉為了得到母親的關注而成為惡斗露，但其實家人都有在關注，如果在現場看演唱會的話，會興奮過度而倒下，平時都是在本人看不到的地方隔空聲援著。除了凱洛莉，其餘家人皆面無表情。
克羅凱爾媽媽
聲：舞原由佳
克羅凱爾哥哥

克羅凱爾・枝瑪

##### 那貝流斯家
常駐在巴比魯斯的一族。
那貝流斯・納魯尼亞
卡爾耶格的哥哥，被指派守護魔管署的最深處，現今魔管署特別警備長。後因十三冠的食王行蹤不明而成為十三冠候補人選之一。
推薦阿特利與希妲而被錄用於巴比魯斯，被毆佩拉認為叛徒嫌疑人。
於大貴族會的新13冠展示秀中，假扮芬里爾而本人身份由安里假扮。
卡爾耶格的叔叔
於卡爾耶格外傳登場。不似於兩兄弟的嚴肅，本人看似頹廢，但也是巴比魯斯的『看門狗』。與當時的風紀師團長有聯繫。

##### 但達林家
被規定必須常駐在巴比魯斯的一族，教師『達利』之名被代代傳承著。
但達林・達利
於卡爾耶格外傳登場。本名不詳。卡爾耶格及希奇洛的班主任。她是歷代達利當中被譽為『最優雅的達利』。希望那貝流斯與下任達利和睦相處。

##### 羅諾威家
羅諾威・羅斯貝特
聲：高橋廣樹
羅米耶爾的Legend Daddy，也是遊樂園的總管，外表與其子一樣閃亮只差髮型與鬍子。感謝入間等人擊敗災獸而坐上花車大肆宣揚英雄入間及其子。
羅諾威・羅米耶爾

#### 其他家系

##### 瓦拉克家
瓦拉克父親
尚未出場。職業為冒險家，會送冒險時當地不可思議的物品回家，目前正外出旅行中。
瓦拉克母親
聲：朝井彩加
克拉拉的媽媽，孩子們幾乎都長得像媽媽。瓦拉克家家訓：將軍說的話是絕對的。在動畫原創劇情中，能夠輕易擊倒大型魔物食材"鯊噗鯊噗"(日文同音:しゃぶしゃぶ即是涮涮鍋)。
瓦拉克・烏菈菈
聲：朝井彩加
瓦拉克家長男。在師團展示中因學校的原因未出現，透過三男的肖像畫出席。在家庭訪問中出現，與其他家人不同，是個不胡鬧、使用敬語的認真孩子。卡爾耶格還以為是偷抱的。魔海學園勒比亞隆的學生。
阿空、基仔
聲：朝井彩加
瓦拉克家次男和三男。
欣欣、蘭蘭
聲：朝井彩加
瓦拉克家龍鳳胎末子寶寶。

##### 安德洛家
安德洛・Ｍ・洛克
聲：小西克幸
賈茲的哥哥。師團展示當天把才見到面的賈茲的錢包摸走。卡爾耶格家訪時，被警告敢偷他錢包就折斷手指而罷手。酒品也好女人也好，偷竊癖也是一流的壞，有事沒事就會侵入賈茲的領域(房間)。聽取卡爾耶格的建議，將破耳(恥辱)笛交給賈茲。

##### 沙克斯家
沙克斯・夏姬
聲：山本希望
利特的姊姊。現正積極尋找對象中，興趣是做飯，喜歡可靠的前輩型。卡爾耶格家訪未進門時，說著「結婚、金龜婿」，讓利特趕緊叫他快逃。
家系魔術：『全感覺剝奪』，能完全奪走對方五感，奪取的部位會變成黑色。為『感覺強盜』的進化型。

### 返祖集團
艾米・奇里歐

奧喬
聲：新祐樹
在收穫祭時潛入巴比魯斯收集情報的惡魔。在收穫祭期間煽動歐若博司・可可狩獵問題兒童班的學生，而自己在事後抹消記憶消除證據，但在會後依舊讓卡爾耶格和羅賓等教師察覺，被羅賓重傷狼狽逃跑。是真正信奉「2號信仰」的惡魔。

#### 六指眾
據說有「一切壞事都和那個集團有關」的稱譽，超有名返祖集團。奇里歐透過關係聯繫得知他們打算靠著囚魔的協助破壞遊樂園，而囚魔們能趁機越獄。但真正的計畫是『受巴力大人之命，前去完全破壞遊樂園及解救奇里歐大人』。召喚災獸赤龍、黃鼠、青牛在遊樂園四處大鬧，但是各被擊敗後合體為一成合成災獸，災獸瀕死放出的最後一擊被艾利先生吃掉。
維特托（烏耶特特）
聲：玉野翔矢
六指眾之「一指」。一臉平凡的臉，被其他成員稱為『維哥』。
偽裝成華爾特公園的工作人員，被羅諾威老闆指示作為羅米耶爾的嚮導。
在音樂祭結束後，搭訕波羅，邀請他親眼與德爾奇拉的再會。
希妲
聲：澀谷梓希
六指眾之「二指」。很喜歡動物的大姊姊。擅長腿技。似乎對入間本人有著異常執著，目前原因不明。
偽裝成華爾特公園的工作人員，在入間迷路時幫助了他，與他一同玩樂。
在入間等人升上二年級後，進入惡魔學校擔任問題兒童班的實際課老師。在問題兒童班升級測驗的聯合活動，扮演壞人和入間對抗，對於枝瑪的誤會感到困擾。期間艾特利因返祖現象失控事敗逃走抓入間交差及時攻擊制止。
因艾特利的事件被惡魔學校全面調查，期間入間委託惡魔學校上級希望實際課能擔任其指導老師。因此特別許可，繼續任職擔任實際課輔佐老師。
修達林（休德林）
聲：火山太田
六指眾之「三指」。迷你的紳士爺爺。實力能輕易的打敗監獄副看守長。
偽裝成華爾特公園的購物中心『凱薩琳』商店的工作人員，修改克拉拉那拖地的裙子。
蜜姬（美琪）
聲：森永千才
六指眾之「四指」。眼鏡娘。
偽裝成華爾特公園的購物中心『凱薩琳』商店的工作人員。
艾特利（阿特利）
聲：橘龍丸
六指眾之「五指」。像混混的男子。
偽裝成華爾特公園的工作人員，找碴似的決鬥射擊遊戲，讓利特等人玩的開心。
在入間等人升上二年級後，進入惡魔學校擔任問題兒童班的實際課老師。本身是希奇洛所不知道的蜘蛛惡魔。期間因返祖現象失控潛入學校偷竊魔王物品事敗逃走及抓入間交差，被希妲攻擊阻止。
麥馬洛（瑪耶瑪羅）
聲：佐久間元輝
六指眾之「六指」。像牛仔的骷髏人。
偽裝成華爾特公園的工作人員，找碴似的決鬥射擊遊戲，讓利特等人玩的開心。

### 烏拉波拉斯監獄
在遊樂園的地底下，收容囚魔約1600名的地下要塞，遊樂園的員工兼職監獄的看守。囚魔有用勞動和魔力替遊樂園的設施提供動力的義務。
崔萊頓
體型巨大的監獄副看守長，被稱「握手的崔萊頓」。囚魔們在收監的時候，一開始就會和他會面，在那時會抓住身體讓囚魔知道看守的恐怖，給壓扁的手腕戴上手銬，讓囚魔看到手就會想起當時的恐怖，但不幸的被休德林打敗。
家系魔術：『握首』，能握碎萬物，那握手傳說中連龍的脖子也能折斷。
艾米・奇里歐
囚魔，編號1313號，申請進入監獄的，刑期2年。但是魔力依舊不夠吐血而常進醫務室（壓力釋放室）。與巴力還有聯繫並與部分囚魔計畫逃獄與破壞遊樂園。欺騙其他囚魔而只有他一人被解救，被阿特利稱從沒見過返祖得如此美麗的惡魔。

英普・洛奇
聲：高橋良輔
囚魔，編號1182號。當地知名的壞人，但是卻大意而因濫捕珍稀食物被判囚15年。
姓氏源自小惡魔（Imp）。
巴茲
聲：宮田哲朗
囚魔，編號2438號，刑期45年。臉上有著叉字疤痕，常帶著奇里歐到醫務室。
咚咚咚
聲：中村大志
囚魔，通稱『咚哥（ドっつぁん）』，刑期380年。龐大的毛絨身軀而給奇里歐搧風靠著，起初搧風的手還會打到臉。
羅德‧魯梅洛
聲：中西伶郎
囚魔，刑期153年。
賽拉古茲
囚魔，刑期185年。
巴魯吉歐
囚魔，刑期162年。
金迦苦
囚魔，刑期111年。
薩瑪提茲雷迪
囚魔，刑期255年。
迪林傑
囚魔，刑期95年。
名字可能源自小型手槍的統稱德林加手枪（Derringer）或是「頭號公敵」約翰·迪林傑。

### 惡斗露相關者
瑪爾巴斯・瑪爾
克蘿姆的經紀人。瑪爾巴斯・瑪奇的姐姐。
喬帕
大型惡斗露事務所『德比斯』社長。音樂祭評審之一，音樂祭之後便向克蘿姆諮詢人才打算進一步招攬。
嘉莉
事務所『奇拉坤』的搖滾惡斗露，以渾厚的歌聲和華麗演出而大受歡迎，是和克蘿姆並駕齊驅的年輕一代希望之星，人稱『強欲的歌姬』，惡斗露武鬥大會的冠軍候補之一嘉莉隊的隊長。曾是『德比斯』一員，與克蘿姆組隊。目標是站在惡斗露頂端，讓克蘿姆引退並嫁給她，也因此特別討厭和克蘿姆同台演唱的入美，更因此罵他醜女。惡斗露武鬥大會後，認可入美是個好女惡魔，後目標更正為讓克蘿姆和入美一起嫁給她。
馬查拉
惡斗露武鬥大會的司儀。
言鐵
惡斗露專家，也曾作為惡斗露活耀過，人稱『矚目的獨角獸』。如今為惡斗露武鬥大會的解說員，但本人只支持女性惡斗露。
莓倫
生於農家在大自然中長大的新人惡斗露，因那無窮無盡的體力和活潑性格，而收穫了不少人氣。為『德比斯』的行動派惡斗露，但是被嘉莉吸引，而倒戈。
妮妮特
惡斗露武鬥大會的隊伍優勝候補之一，以可愛而大受歡迎妮妮特隊的隊長，Moonpro所屬的惡斗露，因為在最終搖滾比賽中見識到了『德比斯隊』中惡週期後入美的盛大反轉演出，在惡斗露武鬥大會後，迷戀上了入美。
北伯
惡斗露武鬥大會的隊伍優勝候補之一，底下眾多帥氣男惡斗露北伯隊的隊長，地獄天空所屬的男惡斗露。因為在尾巴拔河輸給了惡斗露琳蒂，在惡斗露武鬥大會後，迷戀上了琳蒂，更因此和雷津爭執起來。
雷津
惡斗露武鬥大會的隊伍優勝候補之一，底下眾多帥氣男惡斗露北伯隊的隊員，地獄天空所屬的男惡斗露。因為在尾巴拔河輸給了惡斗露琳蒂，在惡斗露武鬥大會後，迷戀上了琳蒂，更因此和北伯爭執起來。
夏伽
位階：「吉莫(3)」
惡斗露武鬥大會的隊伍優勝候補之一貝爾拉弗所屬的惡斗露，以性感而大受歡迎夏伽隊的隊長。
特琳朵
惡斗露武鬥大會的隊伍優勝候補之一貝爾拉弗所屬的惡斗露，以性感而大受歡迎夏伽隊的隊員。
卡拉姆
惡斗露武鬥大會的隊伍優勝候補之一，卡拉姆隊的隊長。

### 其他惡魔
梅梅
頭上有著各一雙兔耳、貓耳及精靈耳的嬌小的女性多耳族。最頂級魔樂團『丹特組』。音樂祭評審之一，在音樂祭見識到普爾森・索伊的音樂才華之後，更是就地招攬。
巫巴魯・露露
高傲的女性惡魔貴族。仰慕艾利斯及艾梅莉。
？？？
位階：「阿雷夫(1)」
喜歡讀書的女性惡魔貴族，家系「圖書管理員」。但由於只有位階1而被露露等人嘲笑，被露露拿走飾品而以簡單樣子前去邀約艾利斯跳舞，以手遮角及牙這古老的禮儀讓艾利斯回應跳舞，希望能像艾利斯一樣高雅又美麗。
莉莉絲（Lilith）
過去曾君臨於惡魔界的絕世美女，魅惑的女惡魔。據說她走過的地方都埋藏著那些為了追求她而爭鬥的男人們的屍骸，所以她也被稱為「莉莉絲・卡佩特」。(卡佩特為英文裡地毯之意)「莉莉絲・卡佩特」為包涵對莉莉絲的讚美與憧憬，描繪那些想要將她得到手的男人們，是首棘手的曲子，其主題為「愛」。
芬里爾
魔管署副局長，安里和納魯尼亞的部下。

### 魔神族
在惡魔族之前就君臨魔界的種族，至今在魔界仍有最高級的地位，身體與魔界融為一體，維護著魔界的存續與穩定，是魔界守護神般的存在，和惡魔族關係友好，為了平衡魔界的發展，建立互不侵犯的條約，但強大的力量隨心情變化甚至能左右惡魔的命運。
修羅姬
魔神族公主，上位魔神，在魔神族擁有極大的權力，甚至只要得到她的支持，就能成為魔王。
在貝黑魔多破壞大貴族會差點遇害時，巴力出手救助並迷上其，揚言支持巴力。
名字源自阿修羅。
托托
司掌知識的魔神，魔界的所有書籍和各大領域的學問已全部掌握透徹，在收穫祭時擔任守護「傳說之葉」綻放的關鍵物品之一"開始之種"的任務，只要能說出他不知道的知識就能過關。在入間向托托朗讀人間的少女漫畫"初戀回憶"後，找回了吸收未知知識的感動，在聽聞初戀回憶還有續集時，強行交換了雙方的聯絡電話，為了繼續聽後續的故事，常常聽到其中一方的手機沒電為止。
名字源自古埃及智慧之神托特。
哈珀納斯
遠古時期曾賜予蓋普家族風的力量。

## 用語解說
惡魔學校
名為「巴比魯斯」的惡魔學校，全6學年，在校生666名。據歐佩拉所說，若能以高位階從學校畢業就可以前往人類界。惡魔學校畢業門檻之一，為達到位階4「達雷特(Dalet)」。教師的準則為守護學生的守望者，以守護至愛的學生為命之誓約，而對於盯上重要寶物（學生）的敵人將處以殘酷的「教育」。
魔海學園
別名為「勒比亞隆」，位於魔界深海的水底艦校，由三杰利葳女士擔任校長，以重視規律、培養品德端正的學生為最優先。
地帝學院
別名為「伽卡迫」，位於西方魔界的地底的66層高塔學院，由三杰彼列擔任校長，屹立於灼熱的岩漿河中，各個樓層每天都在各式各樣比拼，校風自由可謂是無法地帶的戰鬥塔，當中60-66層是被賦予特權，君臨於最高樓層的頂級惡魔稱之為「樓層主」。
位階
惡魔的階級，對惡魔來說是重要的身分指標。理所當然，位階越高的惡魔就越強、越危險。
對應希伯來文數字的一到十。
| 位階 | 名稱           |
| ---- | -------------- |
| 10   | 優多(ヨド)     |
| 9    | 泰特(テト)     |
| 8    | 科特(クト)     |
| 7    | 贊因(ザイン)   |
| 6    | 法伏(ヴァウ)   |
| 5    | 黑(ヘー)       |
| 4    | 達雷特(ダレス) |
| 3    | 吉莫(ギメル)   |
| 2    | 貝特(ベト)     |
| 1    | 阿雷夫(アレフ) |

位階升級測驗
學校方面為了測量惡魔的力量——「位階」所準備的活動。在測驗當中提升位階正是學生的本分。
一年級被賦予的升級活動共七個。
使魔召喚試験（つかいましょうかんしけん）
所謂召喚，是惡魔使役魔獸的一種儀式；同時，也是人類使役惡魔的一種儀式。儀式締結一年契約，勉強解除的話雙方都有可能會死，也被稱為血之契約。
飛行競賽（ひこうレース）
比賽誰先抵達終點的競速測驗，有「鳥囀谷」和「金剪谷」兩條路線。金剪路線雖然難度較高，但相對的距離也比較短，所以把提升位階做為目標的人會選擇這條路線。
處刑玉砲遊戲（ドッチボールバトル）
惡魔提升階位的測試項目。源於過去惡魔爭奪領地，使用一旦咬住獵物就會將其咬碎的武器「嚙鐵」在攻城戰中互相撕殺。但由於傷者過多而改用普通球，為節省時間和場地而改用劃線，最後規則變成跟躲避球差不多。
師團展示（バトラパーティ）
又稱「巴特拉派對」(就是社團成果展)。展示成果良好的師團會得到獎賞，也有提升位階的可能性。
末日試験（しゅうまつしけん）
指期末考。考試成績高的能提升位階；分數差的話可能下降。
收穫祭（しゅうかくさい）
一年級最終實技，在6666分鐘內，於指定的森林內獵取獵物換取分數的測驗。測驗禁止互相攻擊，但允許使用其他手段奪取獵物。在此測驗獲得優勝的人，會獲得「少王」的稱號。入間、利德、艾梅莉、希奇洛、安利等人為歷代的優勝者。
音樂祭（おんがくさい）
一年級最終展示，透過合唱、樂團、舞台劇等享受音樂的活動進行的班級對抗，最出色者即為優勝的音樂會戰。
魔王
作為魔界的支配者，統治一切的惡魔。不過這個位子已空席數百年。
要成為魔王需要得到13冠全體的信任。
魔王即為世界，是至高無上的絕對存在。
13冠
統御魔界的13名惡魔，成員定期會在「魔界塔」的665層舉行「13冠集會」。
3傑
現在魔界最強、地位最高的三名惡魔。三人都是有著資格的魔王候補，卻都拒絕成為魔王。
三人為：ベリアール（彼列／貝利亞爾）、レディ・レヴィ（女士·利葳／利葳女士）、サリバン（薩利班／沙利文）。
魔王預言之書
由司掌預言的惡魔預言出下一任魔王的樣子，書上寫著──『那個人終將把所有種族收為屬下，締結血之契約，賜予萬物治癒，他從異世翩翩降臨，右手配戴黃金的戒指』。然而血之契約指的是使魔召喚，而人類可以召喚惡魔，惡魔召喚使魔的方法，因此魔王指的應該是召喚全部惡魔種族並簽下契約的能召喚惡魔之人或有人類血統的惡魔。
目前漫畫中唯一符合條件只有入間一人是除了還沒跟全部惡魔種族締結契約因此沒符合以外，其他皆符合(阿斯莫德・艾利斯稱朋友為血之契約以這角度來說也符合預言)。
返祖現象
繼承了古老惡魔血緣的惡魔，個性會因而變得衝動又危險。最近魔界出現返祖現象的惡魔日益增加，因而變得危險不少。
魔偶像（另譯：惡斗露）
源自「消除惡意」一詞。（惡（アク）+偶像（アイドル））。
為了控制住惡週期，舉辦演出營造熱鬧氣氛，把惡意轉化為興奮感，偶像一般的存在。
魔苦針巨蛋（まくばりドーム）
魔界首屈一指的大劇場。魔苦針有日本地區幕張（まくはり）的意思。
惡週期（あくしょうき）
惡魔因為累積壓力而變得「想幹壞事」的情緒提高週期。
進入惡週期的惡魔魔力會提升、但同時理智變得薄弱、會憑著慾望來行動，如同是「返祖」了一般。
入間曾被艾利先生施法而進入類似的狀態，這段時間裡的入間態度變得強硬且富有行動力。
解散選舉（タイマン）
解散選舉是師團對學生會提起的宣戰戰帖。
由不信任學生會的學生聯名推舉出一個師團，與學生會進行一對一的全校投票，落敗的師團會被解散，且學生會一方沒有否決權。
王的教室
又稱「Royal・One」，過去魔王所使用的教室，被學校徹底保存數百年而沒有使用。
過去曾有一名學生就讀惡魔學校，那是為僅僅一人——『消失的魔王 德爾奇拉』而特別建造的教室，其莊嚴性及堅固性是在同類建築上見不到的。
在進入惡週期的入間的周旋下(跟卡魯耶格協議3天內拿到全體教職員的認可就給予問題兒童班使用權力)獲得使用權。
末日（しゅうまつ）
魔界裡的長期休假，這段期間學校的教學會停止，類似於寒暑假。曾經的魔王因太過忙碌而導致釋放不了惡週期的壓力，最終到達極限於三十日內到處破壞將廣大區域化為焦土的軼事惟根據，乃長期的施放壓力期。
魔術
魔術基本分為三種：(由巴拉姆・希奇洛所繪製「魔術3兄弟」得知)
口頭魔術
要詠唱咒語來施展魔術，有很多不同種類魔術的咒語。稀有度☆。
無口頭魔術
既使不詠唱咒語也能施展魔術，雖然需要大量練習，但是咒語也會變得更厲害。稀有度☆☆☆。
家係魔術
只有自己（家族）才能施展的特別魔術，經過練習魔術會變得更加強。稀有度☆☆☆☆☆。
華爾特主題公園
為羅米耶爾父親所建造的遊樂園。
地上混雜著格式各樣的遊樂設施，而這些都是需要大量的魔力來保持運轉，動力來源則是來自地底的囚魔，此公園的地底乃是監獄要塞。
烏拉波拉斯監獄（ウラボラスかんごく）
收容囚魔數約1600名，遊樂園員工會兼任看守，是個裝設大量囚魔管理設施的地下要塞。
囚魔的義務是勞動和提供魔力，他們的魔力會成為遊樂園的動力。
壓力釋放室被改成幹架室，因看守不會到而被囚魔用來密會。
薩巴特
這是惡魔聚在一起的惡魔聚會。不過現今已固定以男女邂逅為主要目標的集會，就是聯誼。
貴族會
又稱「德比林」。定期舉行的貴族惡魔交流會。
大貴族會
又稱『德比奇林』，非一般貴族之間的交流，而是只容許高位階惡魔參加的重要場合。
護花使者
德比奇林中一般都是家人或同事一起入場，此外還能由親近的男女一起入場，要由女方向男方遞出自己的手帕，代表拜託對方成為自己的護花使者一同入場。
MINE
魔界的SNS，類似於LINE的通訊軟件。
降魔儀式
祝福惡魔出生的儀式，參加者會準備貢品並精心扮裝，在儀式中唱歌跳舞。總而言之就是生日會。
13月
魔界中只有13日的月份，唯有這個月魔王會暫別職務，和民眾歡度新年、笙歌鼎沸的祭典月份。
惡斗露武鬥大會
進入13月跨月時的由惡斗露舉辦，一年一度專為了惡斗露存在年末慣例的盛大祭典，所有的頂尖惡斗露都是在這場大會提高名氣，當日活動將會全程直播至全魔界。
弓箭
因為惡魔本性容易厭倦，所以對於需要集中和忍耐的弓箭是最不適合惡魔的武器，但卻是被稱之為敵人距離多遠都會被殲滅讓同伴生還。甚至還有「要是有弓箭手的話，戰況就會完全改變」的俗語，是魔谷大戰的三大英雄家系之一巴巴托斯家的最強技能，至今仍有不少惡魔嚮往想要求學弓箭的技巧。
使魔的更新儀式
和魔獸加深情儀的重要儀式，代表已經陪伴了一年的使魔立誓「正式使役這支魔獸」，步驟是對使魔注入自己的魔力並授予『名字』。
使魔的解除儀式
和使魔的更新儀式完全相反，是徹底解除陪伴了一年的使魔的血之契約，步驟是準備和召喚時相同的羊皮紙（不畫上任何標記），將其燃燒之後十三個小時內不得召喚使魔，如若在時間內召喚使魔，將會自動續約一年契約。
惡魔環
魔界的高位階專用餐廳，只會招待位階「黑(5)」以上的惡魔，以超一流的服務和料理聞名，但不會自持高貴，不分年齡一視同仁的風格名滿魔界。
斯卡拉
升等位階「法伏(6)」以上的晉升測驗，由魔界中樞舉辦，13冠審查的特別資格考試，考試資格必須要有相對的機關推薦，同時資格審查員必須不過於親近且不過於疏遠的13冠，升級條件為必須對魔界做出有益處的功蹟，然光是位階「法伏(6)」的及格率只有6%，因此高位階的惡魔審查要求的成果成績的水平非常高，是全魔界衡量自身的最高等級考核。

### 惡魔小知識
惡魔的尾巴
基本上女性惡魔的尾巴的尖端是心形；男性則是葵扇形。對應種族的不同等等理由下也會有不跟從基本形狀的情況，例如：歐佩拉。尾巴可以自由收納。據說尾巴長的女性更好色。
惡魔的翅膀
翅膀也是據個體會有差別，但基本上都擁有。因為礙事的關係所以大多惡魔會藏起來。沒有批准是不能在校內飛行。
對魔暴露自己翅膀的根部意味著最大的敬佩與謝罪。
惡魔的角
角是遺傳，所以會和父母相似，當然繼承不了的情況也會有的，這種情況通常發生在老么身上。角是無法隱藏的。雖然超級罕見也會有突然長出來的可能性。
惡魔的本質
對於惡魔來說，吞噬糧食的瞬間才會展露本質，所以在高等惡魔評論一個惡魔性格和慾望的時候都會觀察他進食的模樣，也因此十三冠集會皆是在晚餐時段上交談。
惡魔的禮儀
高位階惡魔和名門家系等等之間相當注重禮儀，代表彼此的身分地位、尊重、信賴、分享欲望等等。如在二魔之間的晚餐中要由位階高的一方付錢、單獨二魔的乾杯代表共享食糧、分享欲望、慰勞、信賴與約定等等意義。

## 出版書籍
日本漫畫版於秋田書店出版。第二卷單行本附贈特別版。
| 卷數 | 秋田書店      | 秋田書店               | 玉皇朝         | 玉皇朝                 | 长春出版社 | 长春出版社             | 東立出版社     | 東立出版社             |
| 卷數 | 發售日期      | ISBN                   | 發售日期       | ISBN                   | 發售日期   | ISBN                   | 發售日期       | ISBN                   |
| ---- | ------------- | ---------------------- | -------------- | ---------------------- | ---------- | ---------------------- | -------------- | ---------------------- |
| 1    | 2017年7月7日  | ISBN 978-4-253-22516-8 | 2020年3月28日  | ISBN 978-988-8671-20-5 | 2021年5月  | ISBN 978-7-5445-6280-5 | 2021年11月19日 | ISBN 978-957-26-7980-7 |
| 2    | 2017年10月6日 | ISBN 978-4-253-22517-5 | 2020年4月15日  | ISBN 978-988-8671-21-2 | 2021年5月  | ISBN 978-7-5445-6281-2 | 2021年12月13日 | ISBN 978-957-26-7697-4 |
| 3    | 2017年12月8日 | ISBN 978-4-253-22518-2 | 2020年5月23日  | ISBN 978-988-8671-31-1 | 2021年5月  | ISBN 978-7-5445-6282-9 | 2022年2月14日  | ISBN 978-957-26-7698-1 |
| 4    | 2018年2月8日  | ISBN 978-4-253-22519-9 | 2020年8月4日   | ISBN 978-988-8671-54-0 | 2021年5月  | ISBN 978-7-5445-6283-6 | 2022年5月30日  | ISBN 978-957-26-8949-3 |
| 5    | 2018年5月8日  | ISBN 978-4-253-22520-5 | 2021年1月27日  | ISBN 978-988-8671-97-7 | 2021年5月  | ISBN 978-7-5445-6284-3 | 2022年6月30日  | ISBN 978-957-26-8950-9 |
| 6    | 2018年7月6日  | ISBN 978-4-253-22548-9 | 2021年6月1日   | ISBN 978-988-8742-40-0 | 2021年5月  | ISBN 978-7-5445-6287-4 | 2022年7月29日  | ISBN 978-957-26-8951-6 |
| 7    | 2018年9月7日  | ISBN 978-4-253-22549-6 | 2021年9月18日  | ISBN 978-988-8742-73-8 | 2022年8月  | ISBN 978-7-5445-6566-0 | 2022年8月29日  | ISBN 978-957-26-8952-3 |
| 8    | 2018年11月8日 | ISBN 978-4-253-22550-2 | 2022年1月21日  | ISBN 978-988-8783-05-2 | 2022年8月  | ISBN 978-7-5445-6567-7 | 2022年9月29日  | ISBN 978-957-26-8953-0 |
| 9    | 2019年2月8日  | ISBN 978-4-253-22559-5 | 2022年5月11日  | ISBN 978-988-8783-51-9 | 2022年8月  | ISBN 978-7-5445-6568-4 | 2022年10月28日 | ISBN 978-626-7185-50-6 |
| 10   | 2019年4月8日  | ISBN 978-4-253-22560-1 | 2022年11月10日 | ISBN 978-988-8783-83-0 | 2022年8月  | ISBN 978-7-5445-6569-1 | 2022年11月28日 | ISBN 978-626-7185-51-3 |
| 11   | 2019年6月7日  | ISBN 978-4-253-22891-6 | 2023年6月3日   | ISBN 978-988-8821-52-5 | 2022年8月  | ISBN 978-7-5445-6570-7 | 2022年12月29日 | ISBN 978-626-7185-52-0 |
| 12   | 2019年9月6日  | ISBN 978-4-253-22892-3 | 2023年12月11日 | ISBN 978-988-8841-84-4 | 2022年8月  | ISBN 978-7-5445-6571-4 | 2023年2月13日  | ISBN 978-626-7185-53-7 |
| 13   | 2019年10月8日 | ISBN 978-4-253-22893-0 |                |                        |            |                        | 2023年3月17日  | ISBN 978-626-7185-54-4 |
| 14   | 2019年12月6日 | ISBN 978-4-253-22894-7 |                |                        |            |                        | 2023年4月20日  | ISBN 978-626-347-915-9 |
| 15   | 2020年1月8日  | ISBN 978-4-253-22895-4 |                |                        |            |                        | 2023年5月22日  | ISBN 978-626-347-916-6 |
| 16   | 2020年4月8日  | ISBN 978-4-253-22896-1 |                |                        |            |                        | 2023年6月16日  | ISBN 978-626-347-917-3 |
| 17   | 2020年6月8日  | ISBN 978-4-253-22897-8 |                |                        |            |                        | 2023年7月20日  | ISBN 978-626-360-297-7 |
| 18   | 2020年9月8日  | ISBN 978-4-253-22898-5 |                |                        |            |                        | 2023年8月21日  | ISBN 978-626-360-298-4 |
| 19   | 2020年12月8日 | ISBN 978-4-253-22899-2 |                |                        |            |                        | 2023年9月18日  | ISBN 978-626-360-299-1 |
| 20   | 2021年3月8日  | ISBN 978-4-253-22900-5 |                |                        |            |                        | 2023年10月23日 | ISBN 978-626-372-357-3 |
| 21   | 2021年4月8日  | ISBN 978-4-253-22911-1 |                |                        |            |                        | 2023年11月24日 | ISBN 978-626-372-358-0 |
| 22   | 2021年6月8日  | ISBN 978-4-253-22912-8 |                |                        |            |                        | 2023年12月25日 | ISBN 978-626-372-359-7 |
| 23   | 2021年8月6日  | ISBN 978-4-253-22913-5 |                |                        |            |                        | 2024年1月25日  | ISBN 978-626-372-360-3 |
| 24   | 2021年11月8日 | ISBN 978-4-253-22914-2 |                |                        |            |                        | 2024年3月8日   | ISBN 978-626-372-361-0 |
| 25   | 2022年1月7日  | ISBN 978-4-253-22915-9 |                |                        |            |                        | 2024年4月11日  | ISBN 978-626-372-362-7 |
| 26   | 2022年4月7日  | ISBN 978-4-253-22916-6 |                |                        |            |                        | 2024年5月9日   | ISBN 978-626-02-0562-1 |
| 27   | 2022年6月8日  | ISBN 978-4-253-22917-3 |                |                        |            |                        | 2024年6月7日   | ISBN 978-626-02-0563-8 |
| 28   | 2022年8月8日  | ISBN 978-4-253-22918-0 |                |                        |            |                        | 2024年7月4日   | ISBN 978-626-02-0564-5 |
| 29   | 2022年10月6日 | ISBN 978-4-253-22920-3 |                |                        |            |                        | 2024年8月8日   | ISBN 978-626-02-0565-2 |
| 30   | 2022年12月8日 | ISBN 978-4-253-22919-7 |                |                        |            |                        | 2024年9月6日   | ISBN 978-626-02-0566-9 |
| 31   | 2023年3月8日  | ISBN 978-4-253-28331-1 |                |                        |            |                        | 2024年10月17日 | ISBN 978-626-02-2201-7 |
| 32   | 2023年6月8日  | ISBN 978-4-253-28332-8 |                |                        |            |                        | 2024年11月14日 | ISBN 978-626-02-2202-4 |
| 33   | 2023年7月6日  | ISBN 978-4-253-28333-5 |                |                        |            |                        | 2024年12月30日 | ISBN 978-626-02-2203-1 |
| 34   | 2023年9月7日  | ISBN 978-4-253-28334-2 |                |                        |            |                        | 2025年1月23日  | ISBN 978-626-02-2204-8 |
| 35   | 2023年12月7日 | ISBN 978-4-253-28335-9 |                |                        |            |                        | 2025年2月27日  | ISBN 978-626-02-2205-5 |
| 36   | 2024年2月7日  | ISBN 978-4-253-28336-6 |                |                        |            |                        | 2025年4月21日  | ISBN 978-626-02-4299-2 |
| 37   | 2024年4月8日  | ISBN 978-4-253-28337-3 |                |                        |            |                        | 2025年6月16日  | ISBN 978-626-02-4300-5 |
| 38   | 2024年6月7日  | ISBN 978-4-253-28338-0 |                |                        |            |                        | 2025年7月28日  | ISBN 978-626-02-4301-2 |
| 39   | 2024年9月6日  | ISBN 978-4-253-28339-7 |                |                        |            |                        |                |                        |
| 40   | 2024年12月6日 | ISBN 978-4-253-28340-3 |                |                        |            |                        |                |                        |
| 41   | 2025年2月7日  | ISBN 978-4-253-28341-0 |                |                        |            |                        |                |                        |
| 42   | 2025年4月8日  | ISBN 978-4-253-28342-7 |                |                        |            |                        |                |                        |
| 43   | 2025年6月6日  | ISBN 978-4-253-28343-4 |                |                        |            |                        |                |                        |
| 44   | 2025年8月7日  | ISBN 978-4-253-28344-1 |                |                        |            |                        |                |                        |

入間同學入魔了！公式漫迷手冊 惡魔學校巴比路斯入學介紹
| 卷數 | 秋田書店     | 秋田書店               | 東立出版社   | 東立出版社             |
| 卷數 | 發售日期     | ISBN                   | 發售日期     | ISBN                   |
| ---- | ------------ | ---------------------- | ------------ | ---------------------- |
| 全   | 2023年3月8日 | ISBN 978-4-253-20132-2 | 2025年6月6日 | ISBN 978-626-02-2658-9 |

## 電視動畫
2019年2月7日於《週刊少年Champion》10號宣布改編為電視動畫，同年10月5日起於NHK教育頻道播放，動畫由BN Pictures製作。第1季於2019年10月5日至2020年3月7日播出，共23集；第2季於2021年4月17日至9月11日播出，共21集；第3季動畫於2022年10月8日播出，共21集。2024年11月17日宣布製作第4季。

### 製作團隊
- 原作：西修
- 導演：森脇真琴
- 系列構成：筆安一幸
- 角色設計：佐野聰彦、山本径子
- 美術監督：吉田
- 色彩設計：高谷知恵
- 摄影監督：千葉洋之
- 音樂：本間昭光
- 音響監督 - 鄉田
- 動畫製作：BN Pictures
- 製作：NHK Enterprise（日语：NHKエンタープライズ）
- 制作、著作：NHK

### 主題曲
第1期
片頭曲「Magical Babyrinth（マジカル・バビリンス）」
作詞：Soflan Daichi、宮崎京一，作曲：宮崎京一，編曲：飯田涼太，主唱：DA PUMP
片尾曲（第1話－第22話）
作詞：os.nishi，作曲：ak.homma，編曲：MEG.ME，歌：芹澤優
片尾曲（第23話）
作詞：西修，作曲：本間昭光，歌：惡魔學校全體學生
插入曲（第21話、第22話）
作詞：西修，作曲、編曲：本間昭光，歌：克蘿姆（東山奈央） & 入美（村瀨步）
第2期
片頭曲「No! No! Satisfaction!」
作詞：m.c.A･T、KIMI，作曲、編曲：m.c.A･T，主唱：DA PUMP
片尾曲
作詞、主唱：天月，作曲、編曲：本間昭光
第3期
片頭曲
作詞：小竹正人，作曲、編曲：龜田誠治，主唱：FANTASTICS from EXILE TRIBE
片尾曲「鍋奉行」
作詞、作曲、編曲：釼持英郁，主唱：星期三的康帕內拉

### 各话列表
| 話數   | 日文標題 | 中文標題                                | 劇本       | 分鏡              | 演出                 | 作畫監督                 | 總作畫監督    | 首播日期       |
| 第一季 | 第一季   | 第一季                                  | 第一季     | 第一季            | 第一季               | 第一季                   | 第一季        | 第一季         |
| ------ | -------- | --------------------------------------- | ---------- | ----------------- | -------------------- | ------------------------ | ------------- | -------------- |
| 第1话  |          | 恶魔学校入间同学                        | 筆安一幸   | 森脇真琴          | 佐藤昌文             | 原将治                   | －            | 2019年 10月5日 |
| 第2话  |          | 召唤使魔                                | 筆安一幸   | 辻橋綾佳          | 辻橋綾佳             | 桝井一平、               | 原由美子      | 10月12日       |
| 第3话  |          |                                         | 筆安一幸   | 稻垣隆行          | 稻垣隆行             | 尾崎正幸、米山浩平       | －            | 10月19日       |
| 第4话  |          |                                         | 金杉弘子   | 三澤伸            | 菱川直樹             | 山本径子、邱明哲         | 原由美子      | 10月26日       |
| 第5话  |          |                                         | 金杉弘子   | 森脇真琴 稻垣隆行 | 馬引圭               | 平岡雅樹、上野泰寬       | －            | 11月2日        |
| 第6话  |          | 艾梅莉的假設                            | 井上美緒   | 辻橋綾佳          | 榎本守               | 桝井一平、               | 原由美子      | 11月9日        |
| 第7话  |          | 初戀回憶                                | 井上美緒   | 佐藤昌文          | 佐藤昌文             | 野田康行                 | －            | 11月16日       |
| 第8话  |          |                                         |            | 大久保政雄        | 中西基樹             | 邱明哲、山本径子         | 原由美子      | 11月23日       |
| 第9话  |          |                                         | 加藤還一   | 辻橋綾佳          | 辻橋綾佳             | 永田喜敬、林央剛         | －            | 11月30日       |
| 第10话 |          |                                         | 加藤還一   | 菱川直樹          | 菱川直樹             | 桝井一平、               | 原由美子      | 12月7日        |
| 第11话 |          | 和使魔在一起師團的挑戰                  | 金杉弘子   | 佐藤昌文          | 佐藤昌文             | 米山浩平、尾崎正幸       | －            | 12月14日       |
| 第12话 |          | 一年級爭奪戰！！                        | 金杉弘子   | 稻垣隆行          | 東田夏實             | 山本径子、邱明哲         | 原由美子      | 12月21日       |
| 第13话 |          | 魔具研究師團                            | 井上美緒   | 三沢伸            | 馬引圭               | 平岡雅樹、上野泰寬       | －            | 12月28日       |
| 第14话 |          |                                         | 井上美緒   | 宮崎修治          | 宮崎修治             | 桝井一平、               | 原由美子      | 2020年 1月4日  |
| 第15话 |          | 奇里歐的秘密房間                        | 加藤還一   | 辻橋綾佳          | 辻橋綾佳             | 石田智子                 | －            | 1月11日        |
| 第16话 |          | 前夜祭                                  | 加藤還一   | 三沢伸            | 前屋俊廣             | 清水惠蔵、キム・ウンヨン | 原由美子      | 1月8日         |
| 第17话 |          |                                         | 筆安一幸   | 菱川直樹          | 菱川直樹             | 林剛央、島村秀一         | －            | 1月25日        |
| 第18话 |          |                                         | 筆安一幸   | 東田夏實          | 東田夏實             | 山本徑子、邱明哲         | 原由美子      | 2月1日         |
| 第19话 |          |                                         | 大島のぞむ | 稻垣隆行          | 榎本守               | 尾崎正幸、米山浩平       | －            | 2月8日         |
| 第20话 |          | 人類的待遇                              | 柿原優子   | 辻橋綾佳          | 辻橋綾佳             | 桝井一平、               | 原由美子      | 2月15日        |
| 第21话 |          |                                         | 柿原優子   | 三泽伸            | 川島博明             | 平岡雅樹、上野泰寬       | －            | 2月22日        |
| 第22话 |          | 亮晶晶的衝擊                            | 柿原優子   | 宮崎修治          | 宮崎修治             | 山本径子、桝井一平       | 原由美子      | 2月29日        |
| 第23话 |          | 與入間同學打成一片了                    | 筆安一幸   | 森脇真琴          | 中西基樹             | 林剛央、島村秀一         | －            | 3月7日         |
| 第二季 |          |                                         |            |                   |                      |                          |               |                |
| 第1話  |          | 戒指的祕密                              | 筆安一幸   | 森脇真琴          | 中西基樹             | 林央剛永、田善敬         | 原由美子      | 2021年 4月17日 |
| 第2話  |          | 艾梅莉的決斷                            | 筆安一幸   | 辻橋綾佳          | 辻橋綾佳             | 志賀祐香、中澤あこ       | －            | 4月24日        |
| 第3話  |          | 少女惡魔                                | 大島のぞむ | 森脇真琴          | 川島博明             | 武内啟、                 | 原由美子      | 5月1日         |
| 第4話  |          | 學生會長的盼望                          | 大島のぞむ | 森脇真琴          | 馬引圭               | 加瀬幸治、杉田葉子       | 原由美子      | 5月8日         |
| 第5話  |          | 招待朋友！                              | 筆安一幸   | 三沢伸            | 霜鳥孝介             | 桝井一平、               | 原由美子      | 5月15日        |
| 第6話  | 王の教室 | 王之教室                                | 加藤還一   | 東田夏實          | 東田夏實             | 尾崎正幸、米山浩平       | -             | 5月22日        |
| 第7話  |          | 惡魔學校的教師們                        | 加藤還一   | 中西基樹          | 中西基樹             | 高橋晃                   | -             | 5月29日        |
| 第8話  |          | 小丑的奇蹟                              | 加藤還一   | 辻橋綾佳          | 辻橋綾佳             | 武内啟、                 | 原由美子      | 6月5日         |
| 第9話  |          | 魔界的學習                              | 井上美緒   | 吉田徹            | 霜鳥孝介             | 永田善敬、林央剛         | －            | 6月12日        |
| 第10話 |          | 巴拉姆的課                              | 井上美緒   | 馬引圭            | 馬引圭               | 加瀬幸治、杉田葉子       | 原由美子      | 6月19日        |
| 第11話 |          | 終末考試女生會談                        |            | 中西基樹          | 中西基樹             | 桝井一平、               | 原由美子      | 6月26日        |
| 第12話 |          | 卡魯耶格老師的家訪                      | 加藤還一   | 馬引圭            | 球野貴裕             | 尾崎正幸、米山浩平       | -             | 7月3日         |
| 第13話 |          | 華特公園                                | 加藤還一   | 辻橋綾佳          | 霜鳥孝介             | 高橋晃                   | -             | 7月10日        |
| 第14話 |          | 大家的玩伴                              | 井上美緒   | 東田夏實          | 東田夏實             | 武内哲、                 | 原由美子      | 7月17日        |
| 第15話 |          | 魔獸襲擊                                | 筆安一幸   | 辻橋綾佳          | 辻橋綾佳             | 林央剛、永田善敬         | 原由美子      | 7月24日        |
| 第16話 |          | 這股情感的名字                          | 筆安一幸   | 千明孝一          | 辻橋綾佳 中西基樹    | 加藤幸治、原由美子       | －            | 7月31日        |
| 第17話 |          | 最強之矛                                |            | 馬引圭 東田夏實   | 高林久弥             | 桝井一平、               | 原由美子      | 8月7日         |
| 第18話 |          | 我的欲望                                | 井上美緒   | 三沢伸 辻橋綾佳   | 霜鳥孝介             | 米山浩平、尾崎正幸       | －            | 8月14日        |
| 第19話 |          | 庫菈菈的家                              |            | 辻橋綾佳          | 辻橋綾佳             | 高橋晃                   | －            | 8月21日        |
| 第20話 |          | 夢寐以求的約會                          | 井上美緒   | 宮崎修治          | 宮崎修治             | 桝井一平、               | 原由美子      | 9月4日         |
| 第21話 |          | 魔界的統治者                            | 筆安一幸   | 東田夏實          | 東田夏實             | 林央剛、吉田和香子       | 原由美子      | 9月11日        |
| 第三季 |          |                                         |            |                   |                      |                          |               |                |
| 第1話  |          | 問題兒童班的新學期                      | 筆安一幸   | 森脇真琴          | 佐藤昌文             | 野田康行                 | 原由美子      | 2022年 10月8日 |
| 第2話  |          | 師父芭琪可                              | 筆安一幸   | 辻橋綾佳          | 辻橋綾佳             | 山村俊了、狄尾圭太       | 原由美子      | 10月15日       |
| 第3話  |          | 入間的真心話                            | 筆安一幸   | 森脇真琴          | 日下直義             | 川島尚                   | －            | 10月22日       |
| 第4話  |          | 收穫祭的狼煙                            | 加藤還一   | 辻橋綾佳          | 高林久彌             | 五十嵐俊介、兼子敬秀     | 原由美子      | 10月29日       |
| 第5話  |          | 狡猾的惡魔                              | 加藤還一   | 伊藤慎之助        | 伊藤慎之助           | 林央剛、新保卓郎         | 原由美子      | 11月5日        |
| 第6話  |          | 魔性的純真                              | 加藤還一   | 佐藤昌文          | 森田侑希             | 櫻井木之實、南伸一郎     | 原由美子      | 11月12日       |
| 第7話  |          | 庫菈菈的玩具箱叫聲響徹夜晚              |            | 佐藤昌文          | 佐藤昌文             | 野田康行                 | －            | 11月19日       |
| 第8話  |          | 能不能找到100個同伴呢？引以為傲的徒弟們 | 辻橋綾佳   | 辻橋綾佳          | 永田有香、迫江沙羅   | 原由美子                 | 11月26日      |                |
| 第9話  |          | 多洛多洛兄弟的挑撥                      | 森脇真琴   | 山崎立士          | 狄尾圭太、山村俊了   | 原由美子                 | 12月3日       |                |
| 第10話 |          | 我所認識的入間                          |            | 辻橋綾佳          | 日下直義             | 原由美子                 | 五十嵐俊介、  | 12月10日       |
| 第11話 |          | 魔神托托                                | 霜島孝介   | 霜島孝介          | 板倉和宏、小村柚葉   | －                       | 12月17日      |                |
| 第12話 |          | 將願望寄託於弓矢                        | 寺田和男   | 高林久彌          | 林央剛、永田善敬     | －                       | 12月24日      |                |
| 第13話 |          | 只屬於我的魔術                          | 稻垣隆行   | 森田侑希          | 櫻井木之實、南伸一郎 | 原由美子                 | 2023年 1月7日 |                |
| 第14話 |          | 利德的苦惱                              | 辻橋綾佳   | 辻橋綾佳          | 高橋晃、遠藤香       | －                       | 1月14日       |                |
| 第15話 |          | 弓箭手真正的價值                        |            | 寺田和男          | 土門健一             | 平岡雅樹、加加瀨幸治     | 原由美子      | 1月21日        |
| 第16話 |          | 收穫祭落幕                              | 佐藤昌文   | 佐藤昌文          | 野田康行             | －                       | 1月28日       |                |
| 第17話 |          | 傳說之葉                                | 筆安一幸   | 森田侑希          | 日下直義             | 山村俊了、哈魯           | 原由美子      | 2月4日         |
| 第18話 |          | 歡迎回來                                | 筆安一幸   | 霜島孝介          | 霜島孝介             | 高橋晃、遠藤香           | －            | 2月11日        |
| 第19話 |          | 教師們的宴會                            | 筆安一幸   | 川崎逸朗          | 高林久彌             | 米山浩平、尾崎正幸       | －            | 2月18日        |
| 第20話 |          | 惡友真心料理教室                        | 筆安一幸   | 辻橋綾佳          | 辻橋綾佳             | 高橋晃、遠藤香           | －            | 2月25日        |
| 第21話 |          | 對朋友說的話                            | 筆安一幸   | 辻橋綾佳 東田夏實 | 東田夏實             | 石田智子、林央剛         | 原由美子      | 3月4日         |

### 播放電視台
| 地區   | 播映日期               | 播出時間                                                             | 播出單位    | 備註                                    |        |
| 第一季 | 第一季                 | 第一季                                                               | 第一季      | 第一季                                  | 第一季 |
| ------ | ---------------------- | -------------------------------------------------------------------- | ----------- | --------------------------------------- | ------ |
| 臺灣   | 2020年4月27日－5月27日 | 週一至五20:30－21:00 整點前集重播                                    | i-Fun動漫台 | UTC+8、MOD用戶限定 分級為普遍級，僅原音 |        |
| 臺灣   | 2020年9月4日－9月25日  | 9/4：21:00 - 23:20（五集連播） 9/11起：週五21:00 - 23:40（六集連播） | 東森電影    | UTC+8，於電影時段播出 國語配音播出      |        |

### 播放平台
| 播映國家＆地區   | 播映平台              | 播映日期                    | 播映時間               | 備註   |
| 第三期           | 第三期                | 第三期                      | 第三期                 | 第三期 |
| ---------------- | --------------------- | --------------------------- | ---------------------- | ------ |
| 臺灣             | 巴哈姆特動畫瘋        | 2022年10月8日－2023年3月4日 | 星期六 20：25（UTC+8） |        |
| 臺灣             | 中華電信MOD           | 2022年10月8日－2023年3月4日 | 星期六 20：25（UTC+8） |        |
| 臺灣             | Hami Video            | 2022年10月8日－2023年3月4日 | 星期六 20：25（UTC+8） |        |
| 臺灣             | LiTV 線上影視         | 2022年10月8日－2023年3月4日 | 星期六 20：25（UTC+8） |        |
| 臺灣             | MyVideo               | 2022年10月8日－2023年3月4日 | 星期六 20：25（UTC+8） |        |
| 臺灣             | KKTV                  | 2022年10月8日－2023年3月4日 | 星期六 20：25（UTC+8） |        |
| 臺灣             | LINE TV               | 2022年10月8日－2023年3月4日 | 星期六 20：25（UTC+8） |        |
| 臺灣             | Yahoo TV              | 2022年10月8日－2023年3月4日 | 星期六 20：25（UTC+8） |        |
| 臺灣             | 遠傳friDay影音        | 2022年10月8日－2023年3月4日 | 星期六 20：25（UTC+8） |        |
| 臺灣             | bbTV                  | 2022年10月8日－2023年3月4日 | 星期六 20：25（UTC+8） |        |
| 臺灣             | CATCHPLAY+            | 2022年10月8日－2023年3月4日 | 星期六 20：25（UTC+8） |        |
| 臺灣             | 木棉花台灣YouTube頻道 | 2022年10月8日－2023年3月4日 | 星期六 20：25（UTC+8） |        |
| 香港             | 木棉花香港YouTube頻道 | 2022年10月8日－2023年3月4日 | 星期六 20：25（UTC+8） |        |
| 香港、澳門、臺灣 | bilibili              | 2022年10月8日－2023年3月4日 | 星期六 20：25（UTC+8） |        |

### 藍光&DVD
| 卷數   | 發售日期       | 收錄話數        | 規格編號   | 規格編號   |        |
| 卷數   | 發售日期       | 收錄話數        | 藍光版     | DVD版      |        |
| 第一季 | 第一季         | 第一季          | 第一季     | 第一季     | 第一季 |
| ------ | -------------- | --------------- | ---------- | ---------- | ------ |
| 1      | 2019年12月20日 | 第1話 ~ 第4話   | EYXA-12785 | EYBA-12779 |        |
| 2      | 2020年1月31日  | 第5話 ~ 第8話   | EYXA-12786 | EYBA-12780 |        |
| 3      | 2020年2月28日  | 第9話 ~ 第12話  | EYXA-12787 | EYBA-12781 |        |
| 4      | 2020年3月20日  | 第13話 ~ 第16話 | EYXA-12788 | EYBA-12782 |        |
| 5      | 2020年4月24日  | 第17話 ~ 第20話 | EYXA-12789 | EYBA-12783 |        |
| 6      | 2020年5月29日  | 第21話 ~ 第23話 | EYXA-12790 | EYBA-12784 |        |

## 外部連結
- 秋田書店漫畫特設網站 （页面存档备份，存于）（日語）
- 漫畫官方Twitter （页面存档备份，存于）（日語）
- 電視動畫官方網站 （页面存档备份，存于）（日語）
- 電視動畫第1季官方網站 （页面存档备份，存于）（日語）
- 電視動畫第2季官方網站 （页面存档备份，存于）（日語）
- 電視動畫第3季官方網站 （页面存档备份，存于）（日語）